# Lijst van personen overleden in 1973
Dit is een lijst van personen die zijn overleden in 1973.

## Januari

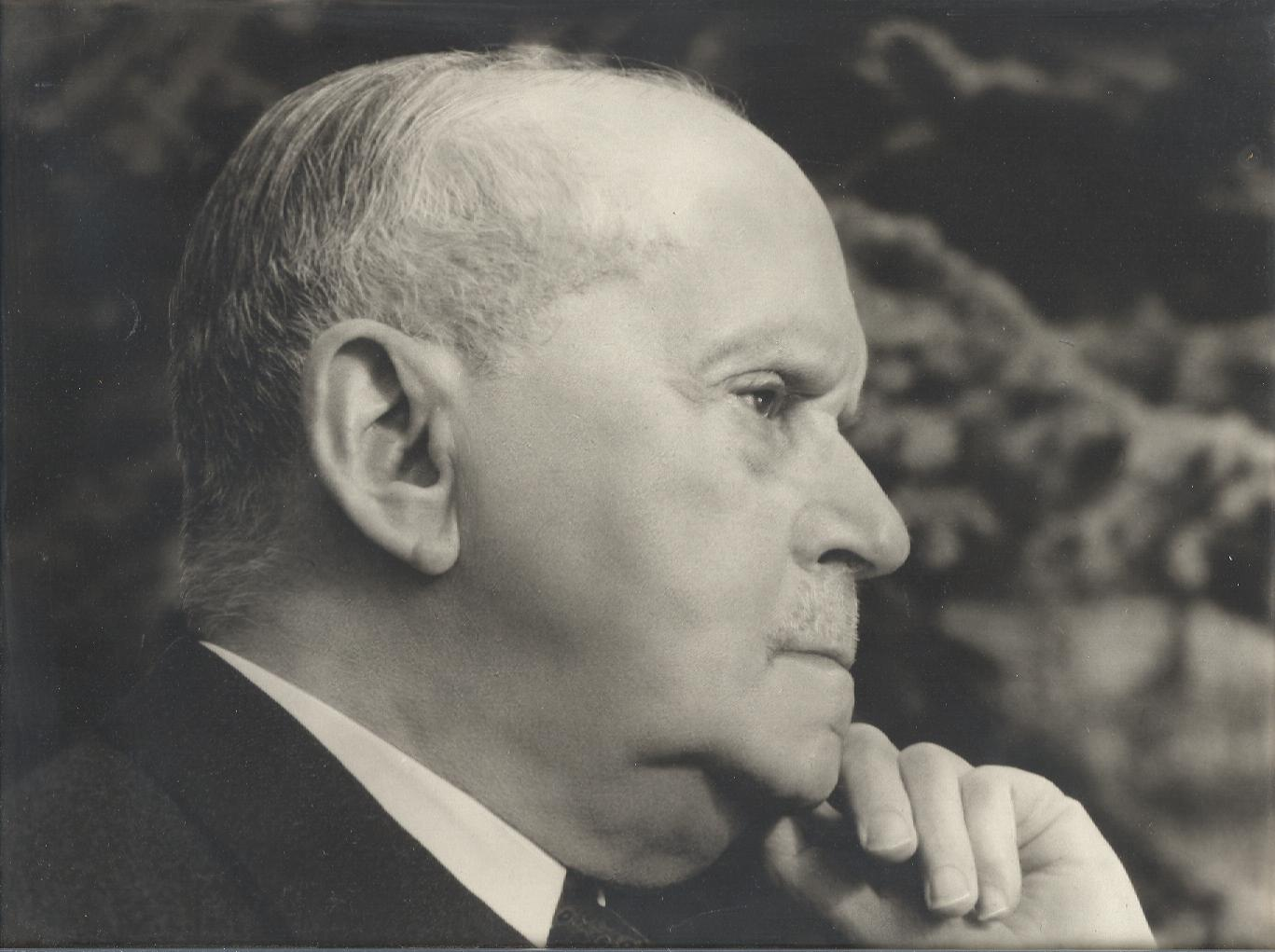
Charles De Visscher
2 januari

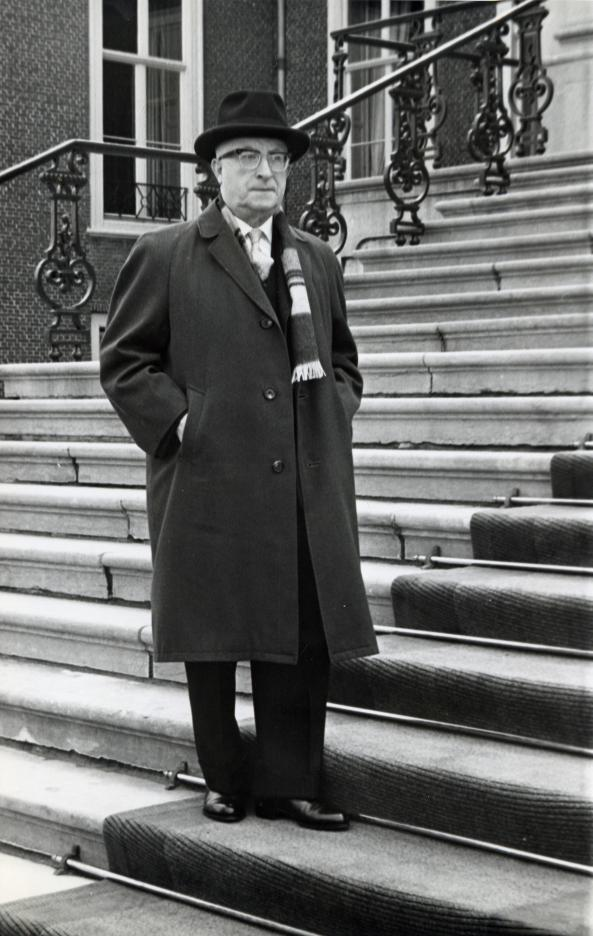
Cor van Dis sr.
5 januari

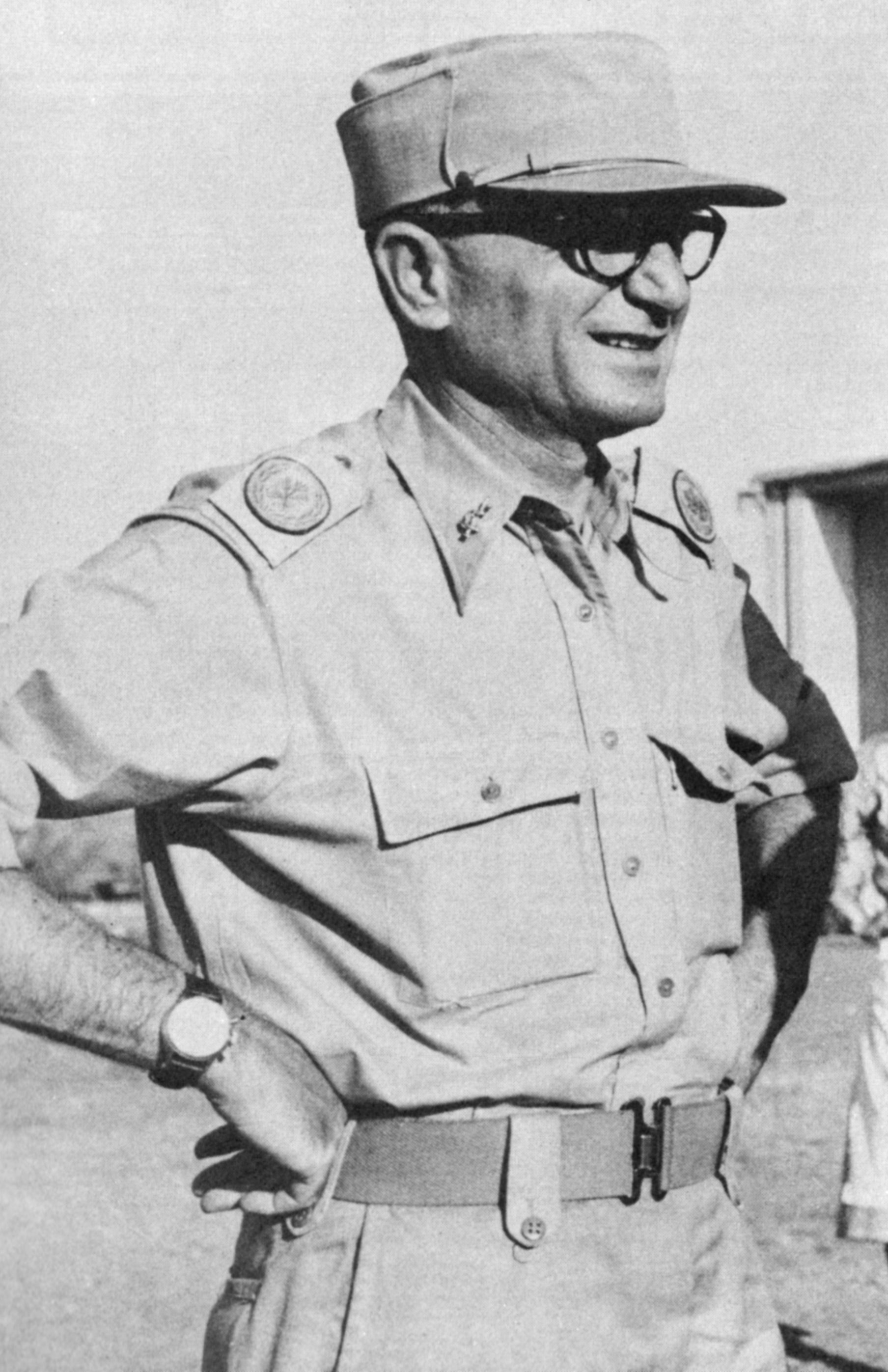
Yaakov Dori
22 januari

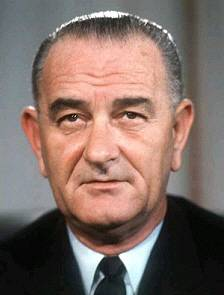
Lyndon B. Johnson
22 januari

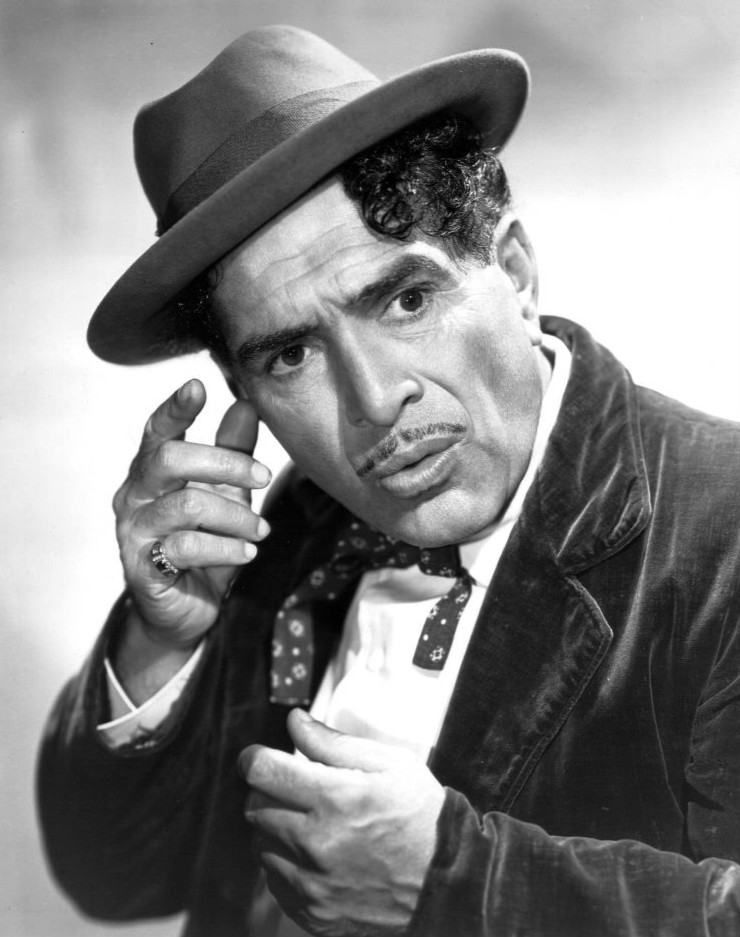
J. Carrol Naish
24 januari

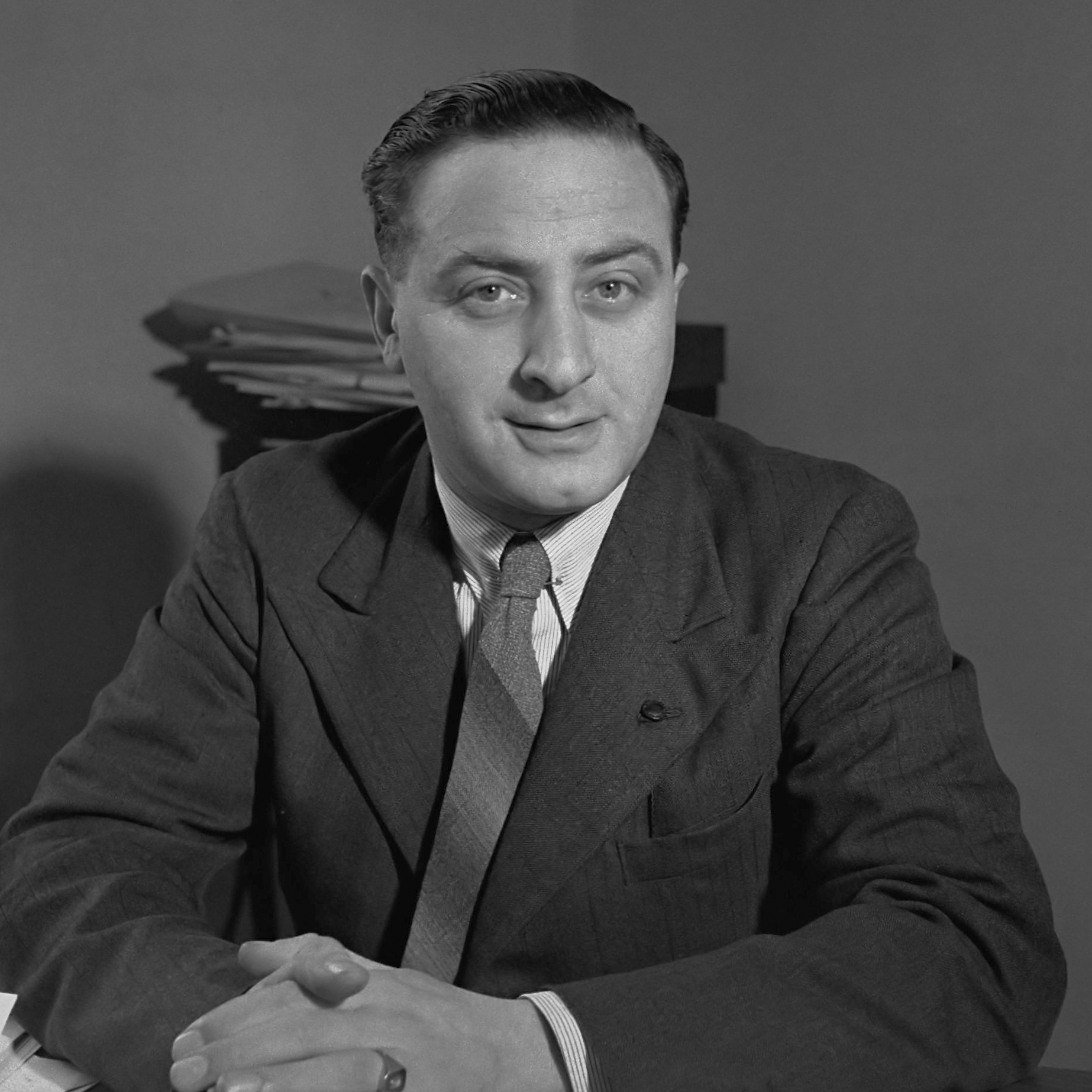
Meyer Sluyser
26 januari

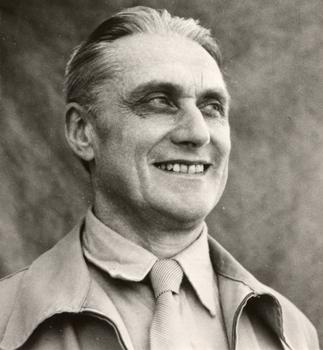
Ragnar Frisch
31 januari

| 1 | 2 | 3 | 4 | 5 | 6 | 7 | 8 | 9 | 10 | 11 | 12 | 13 | 14 | 15 | 16 | 17 | 18 | 19 | 20 | 21 | 22 | 23 | 24 | 25 | 26 | 27 | 28 | 29 | 30 | 31 |
| - | - | - | - | - | - | - | - | - | -- | -- | -- | -- | -- | -- | -- | -- | -- | -- | -- | -- | -- | -- | -- | -- | -- | -- | -- | -- | -- | -- |

### 1 januari
- Joseph Steinweg (96), Nederlands politicus
- Hajo Zwager (46), Nederlands historicus

### 2 januari
- Charles De Visscher (88), Belgisch jurist

### 3 januari
- Christine van Meeteren (87), Nederlands actrice

### 4 januari
- Alex de Haas (76), Nederlands cabaretier

### 5 januari
- Cor van Dis sr. (79), Nederlands politicus

### 8 januari
- Richard Schumann (90), Duits componist en musicus

### 10 januari
- Victor Asselberghs (52), Nederlands Engelandvaarder
- Jos Klijnen (86), Nederlands architect
- Felix Meskens (66), Belgisch atleet

### 13 januari
- Reinier van Bourbon-Sicilië (89), prins der Beide Siciliën
- Fernando Cento (89), Italiaans kardinaal
- Robert Forbes (72), Nederlands scheikundige
- Bruno Maderna (53), Italiaans componist, muziekpedagoog en pianist

### 14 januari
- Albert Goethals (85), Belgisch kunstschilder
- Fernando Paggi (58), Zwitsers dirigent
- Herman M. Parris (69), Amerikaans componist

### 16 januari
- Elisabeth van der Burg-Leusveld (108), oudste inwoner van Nederland
- Edgar Sampson (65), Amerikaans jazzmusicus

### 17 januari
- Gijs Boer (59), Nederlands predikant

### 18 januari
- Gerlach Cornelis Johannes van Reenen (88), Nederlands burgemeester

### 19 januari
- Raoul Hynckes (79), Nederlands kunstschilder

### 20 januari
- Lorenz Böhler (88), Oostenrijks chirurg
- Amílcar Cabral (48), Guinees politicus

### 21 januari
- Felix Meskens (66), Belgisch atleet

### 22 januari
- Yaakov Dori (73), Israëlisch militair
- Lyndon B. Johnson (64), president van de Verenigde Staten

### 23 januari
- Chaim Bloch (91), Amerikaans-joods filosoof
- Jo Brandsma (72), Nederlands roeier
- Cees Geenen (70), Nederlands architect
- Kid Ory (86), Amerikaans componist en bandleider

### 24 januari
- Willie Clancy (54), Iers uilleann pipes-speler
- J. Carrol Naish(76), Amerikaans acteur
- Jozef Vancoillie (66), Belgisch politicus

### 26 januari
- Edward G. Robinson (79) , Amerikaanse filmster
- Meyer Sluyser (71), Nederlands journalist

### 27 januari
- Emil Preetorius (89), Duits illustrator, graficus en boekbandontwerper

### 30 januari
- Quintin Paredes (88), Filipijns advocaat en politicus

### 31 januari
- Ragnar Frisch (77), Noors econoom

## Februari

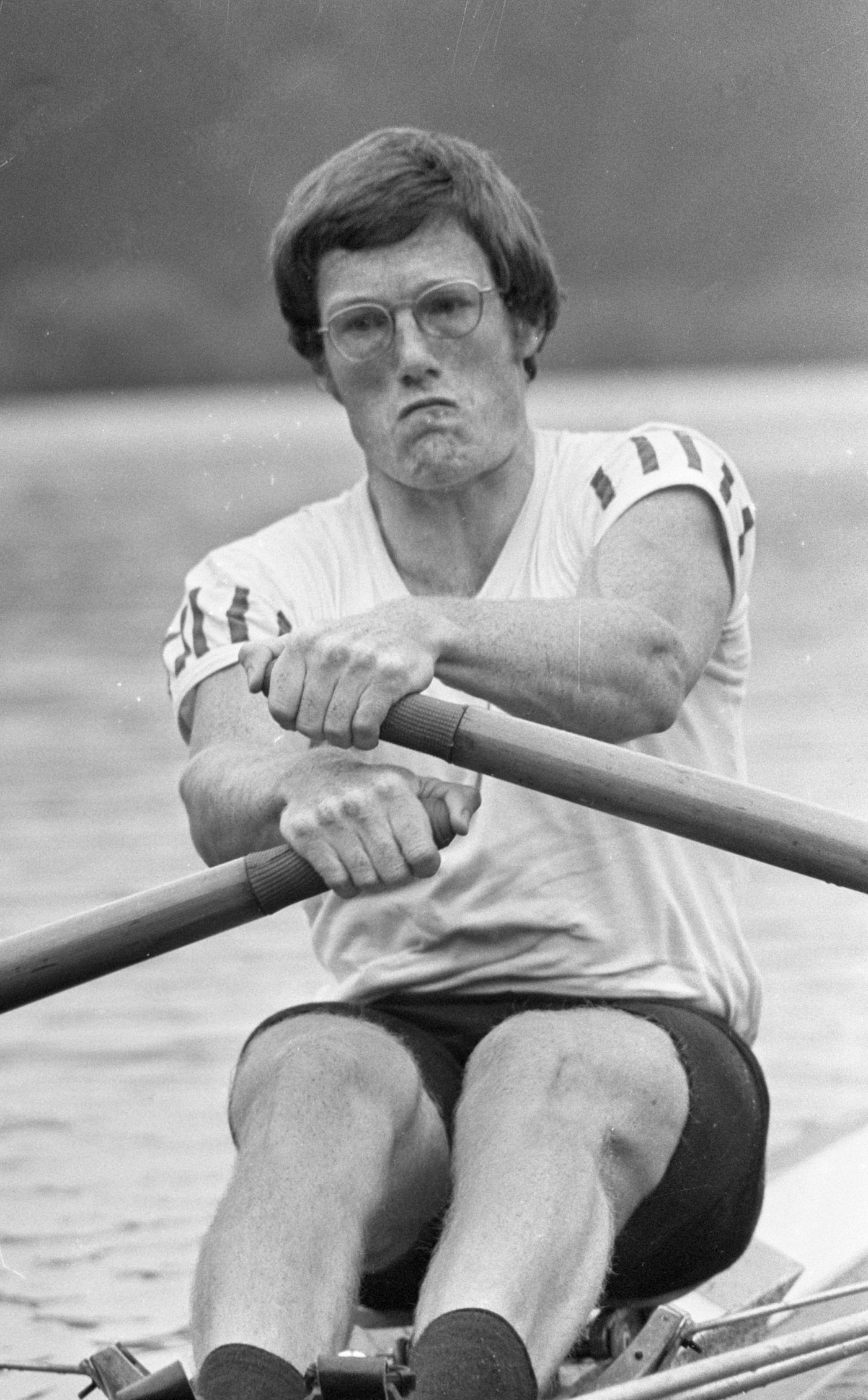
Paul Veenemans
6 februari

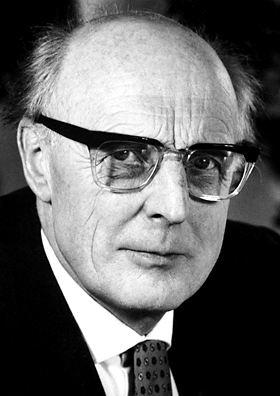
Hans Jensen
11 februari

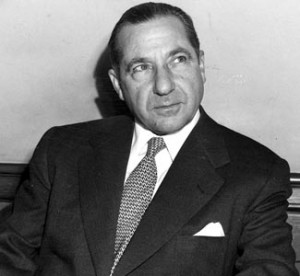
Frank Costello
18 februari

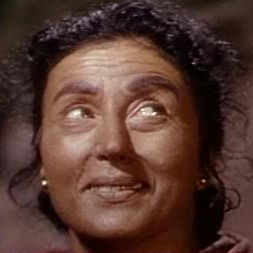
Katina Paxinou
22 februari

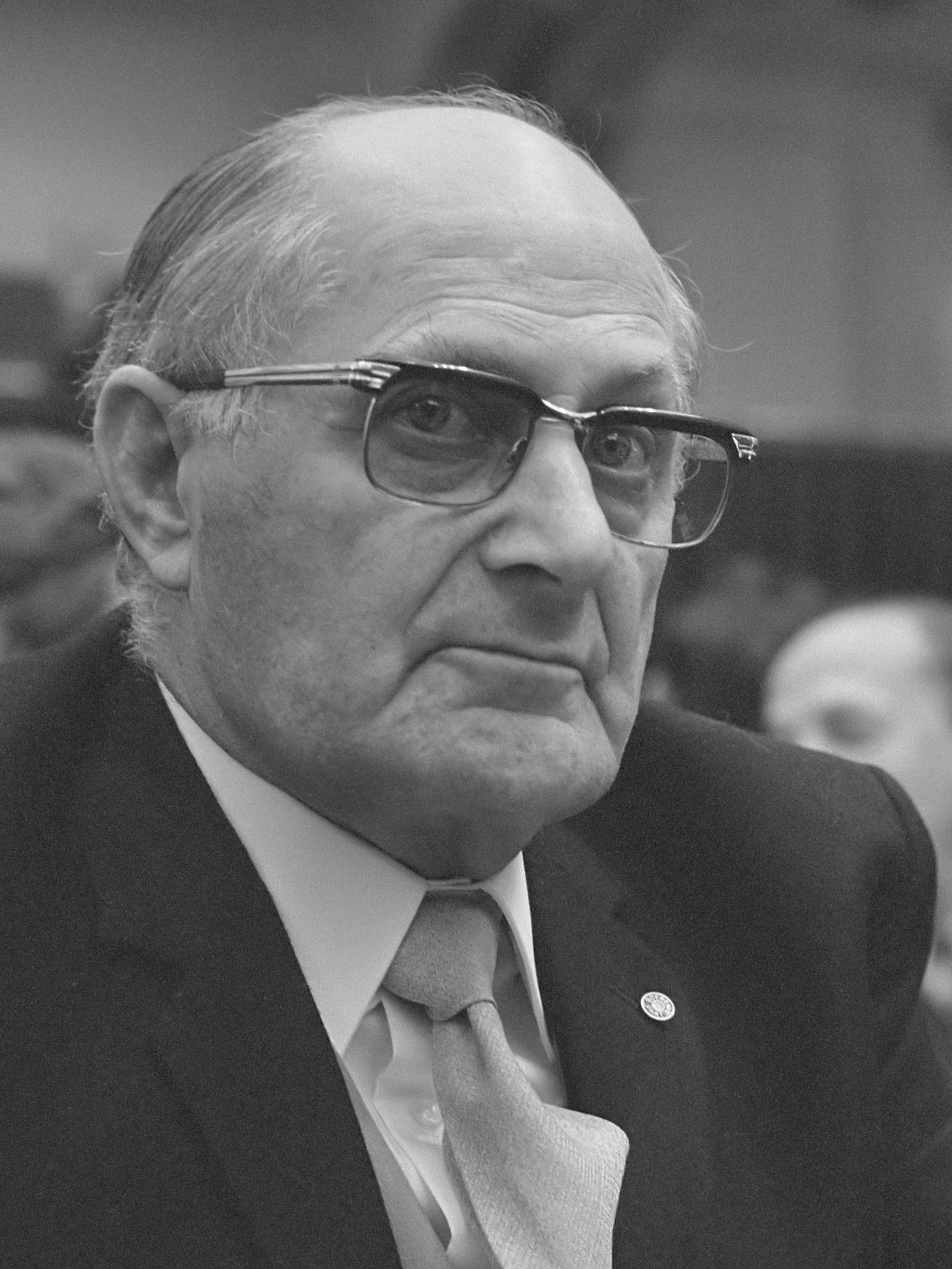
Toon Nuijens
26 februari

| 1 | 2 | 3 | 4 | 5 | 6 | 7 | 8 | 9 | 10 | 11 | 12 | 13 | 14 | 15 | 16 | 17 | 18 | 19 | 20 | 21 | 22 | 23 | 24 | 25 | 26 | 27 | 28 |
| - | - | - | - | - | - | - | - | - | -- | -- | -- | -- | -- | -- | -- | -- | -- | -- | -- | -- | -- | -- | -- | -- | -- | -- | -- |

### 2 februari
- Max Brauer (85), Duits politicus
- Hendrik Elias (70), Belgisch politicus, geschiedkundige en collaborateur

### 5 februari
- Merritt Brunies (77), Amerikaans jazzmusicus en bandleider
- Chris Matser (68), Nederlands politicus

### 6 februari
- Almir Pernambuquinho (35), Braziliaans voetballer
- Paul Veenemans (26), Nederlands roeier

### 8 februari
- Antoon Vander Plaetse (69), Belgisch acteur en regisseur
- Max Yasgur (53), Amerikaans boer

### 11 februari
- Hans Jensen (65), Duits natuurkundige

### 12 februari
- Benjamin Frankel (67), Brits componist

### 13 februari
- Hans Globke (74), Duits politicus

### 14 februari
- Émile Reuter (98), Luxemburgs politicus

### 15 februari
- André Durnez (45), Belgisch burgemeester

### 16 februari
- Claire Baril (82), Belgisch politica en bestuurster
- Cicely Mary Barker (77), Brits illustrator
- Hans Busch (88), Duits natuurkundige

### 17 februari
- Josef Ludvik Fischer (78), Tsjechisch filosoof en socioloog

### 18 februari
- Frank Costello (82), Amerikaans gangster

### 22 februari
- Elizabeth Bowen (73), Iers-Brits schrijfster
- Katina Paxinou (72), Grieks actrice
- Winthrop Rockefeller (60), Amerikaans politicus en filantroop

### 23 februari
- Dickinson W. Richards (77), Amerikaans arts, fysioloog en Nobelprijswinnaar

### 24 februari
- Stanley Thatcher Blake (62), Australisch botanicus
- Ralph James (52), Amerikaans wetenschapper
- Eugen Rosenstock-Huessy (84), Duits filosoof

### 26 februari
- Toon Nuijens (60), Nederlands politicus

### 27 februari
- Josefa Salas (112), oudste persoon ter wereld

### 28 februari
- Terig Tucci (75), Argentijns componist en musicus

## Maart

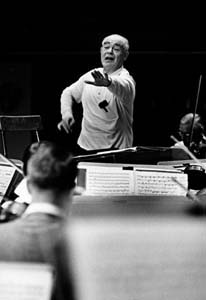
Paul Kletzki
5 maart

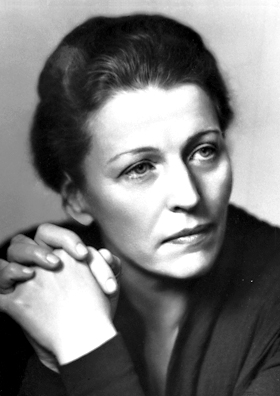
Pearl S. Buck
6 maart

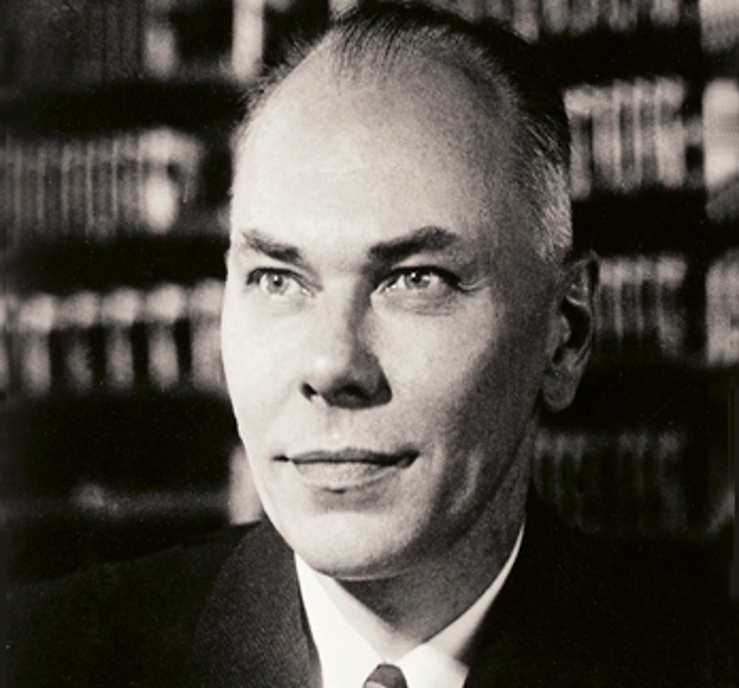
Howard Aiken
14 maart

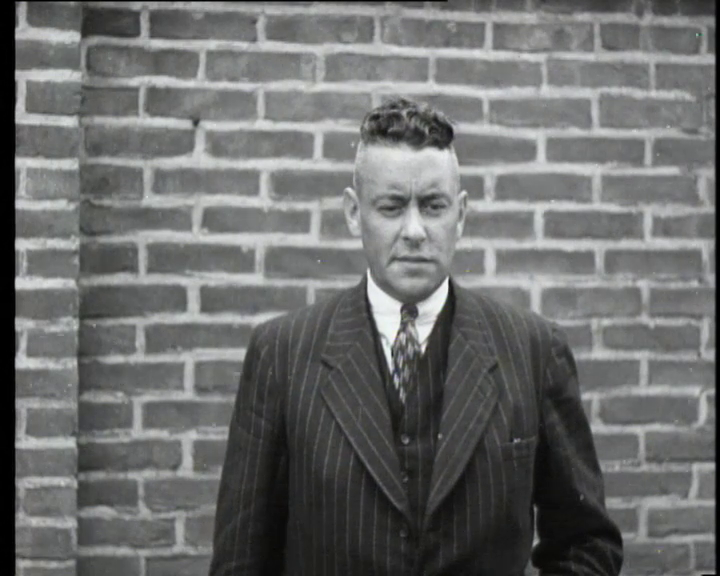
Sjef van Dongen
15 maart

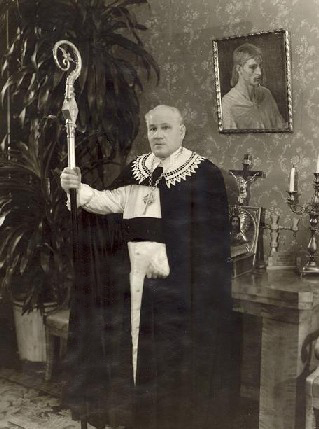
Gustavs Tūrs
16 maart

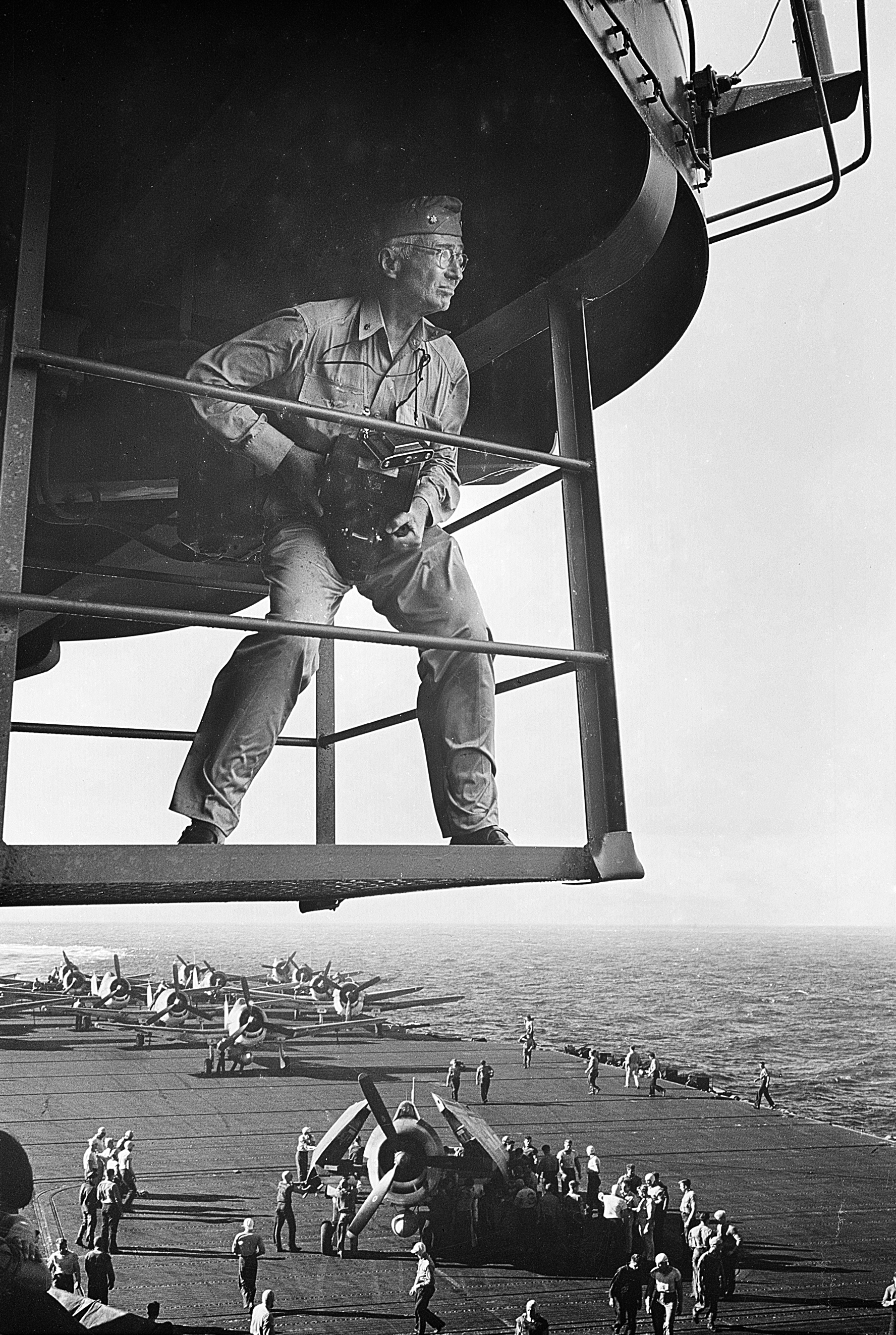
Edward Steichen
25 maart

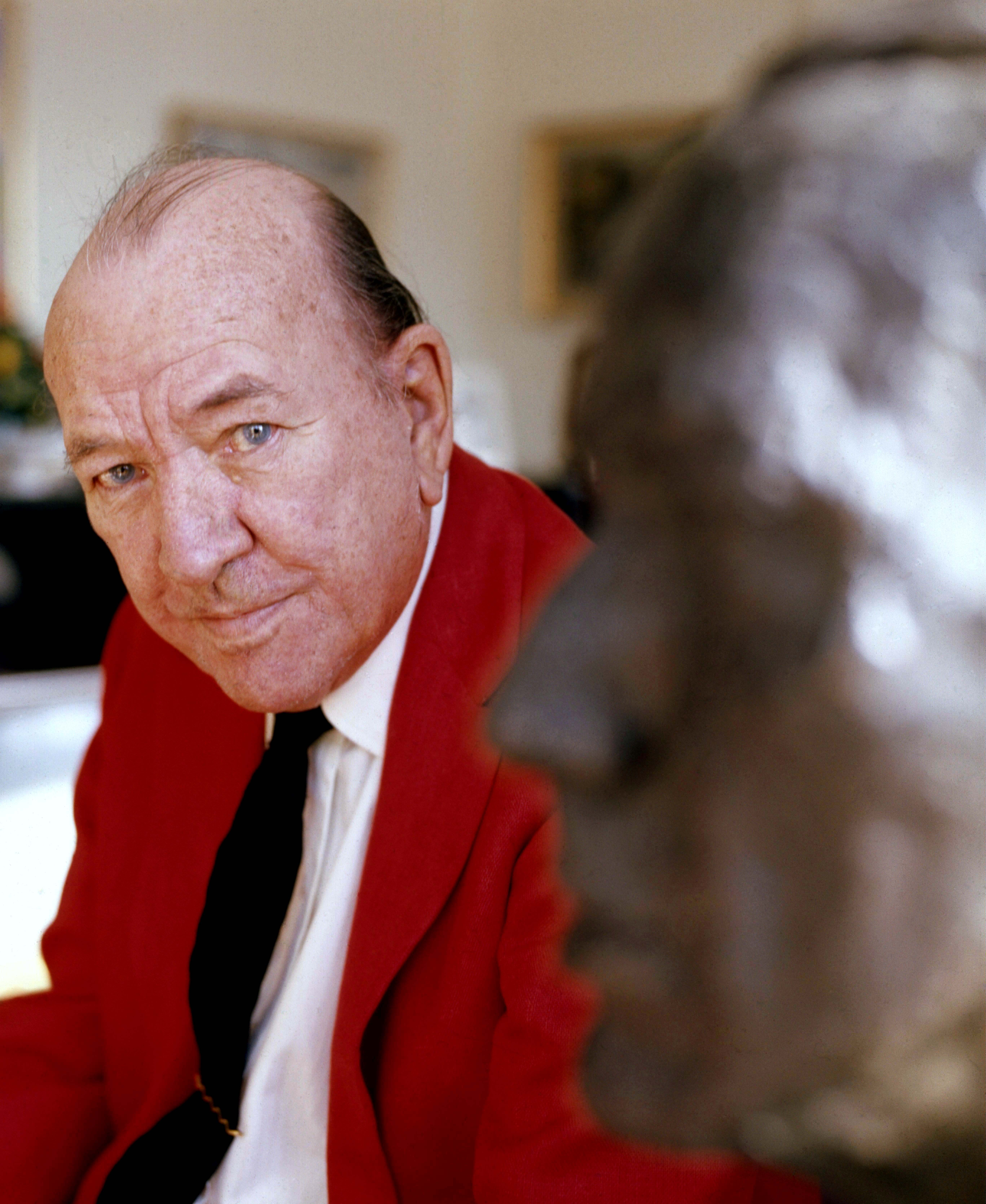
Noël Coward
26 maart

| 1 | 2 | 3 | 4 | 5 | 6 | 7 | 8 | 9 | 10 | 11 | 12 | 13 | 14 | 15 | 16 | 17 | 18 | 19 | 20 | 21 | 22 | 23 | 24 | 25 | 26 | 27 | 28 | 29 | 30 | 31 |
| - | - | - | - | - | - | - | - | - | -- | -- | -- | -- | -- | -- | -- | -- | -- | -- | -- | -- | -- | -- | -- | -- | -- | -- | -- | -- | -- | -- |

### 1 maart
- Lev Artsimovitsj (64), Russisch natuurkundige
- Lou Salvador (67), Filipijns basketballer, acteur en regisseur

### 2 maart
- Spanky DeBrest (35), Amerikaans jazzmusicus
- Alina Szapocznikow (46), Pools beeldhouwer

### 3 maart
- Vera Panova (67), Russisch journaliste en schrijfster

### 5 maart
- Paul Kletzki (72), Pools dirigent

### 6 maart
- Pearl S. Buck (80), Amerikaanse schrijfster

### 7 maart
- André De Meulemeester (78), Belgisch oorlogspiloot

### 8 maart
- Jan Oosthoek (75), Nederlands voetballer

### 9 maart
- Jan Bechyné (52), Tsjechisch entomoloog
- Hendrik Isemborghs (59), Belgisch voetballer

### 10 maart
- Maas van der Feen (85), Nederlands tennisser
- Robert Siodmak (72), Duits-Amerikaans regisseur

### 12 maart
- David Lack (62), Brits bioloog en ornitholoog

### 14 maart
- Howard Aiken (73), Amerikaans computertechnicus

### 15 maart
- Sjef van Dongen (66), Nederlands politicus en poolreiziger

### 16 maart
- Johannes van Halteren (79), Nederlands architect
- M. Revis (68), Nederlands schrijver
- Gustavs Tūrs (82), Lets bisschop

### 17 maart
- Giuseppe Antonio Ferretto (74), Italiaans kardinaal

### 18 maart
- Jan Broekhuis (72), Nederlands componist
- Kees Quax (67), Nederlands voetballer

### 19 maart
- Constant Leurs (79), Belgisch kunsthistoricus
- Léon Louyet (66), Belgisch wielrenner

### 20 maart
- Théo Herckenrath (61), Belgisch wielrenner
- Adolf Strauß (93), Duits militair

### 21 maart
- Jan Marcin Szancer (71), Pools illustrator

### 25 maart
- Aleksandr Orlov (77), Russisch spion
- Edward Steichen (93), Amerikaans fotograaf en kunstschilder

### 26 maart
- Safford Cape (66), Belgisch componist
- Noël Coward (73), Brits toneelschrijver, acteur en popcomponist

### 27 maart
- Michail Kalatozov (69), Russisch filmregisseur

### 28 maart
- Lucien Dendooven (46), Belgisch schrijver

### 29 maart
- Adolfo Zumelzú (70), Argentijns voetballer

### 30 maart
- Yves Giraud-Cabantous (68), Frans autocoureur

### 31 maart
- Raoul Tack (77), Belgisch politicus
- Kurt Thomas (68), Duits componist

## April

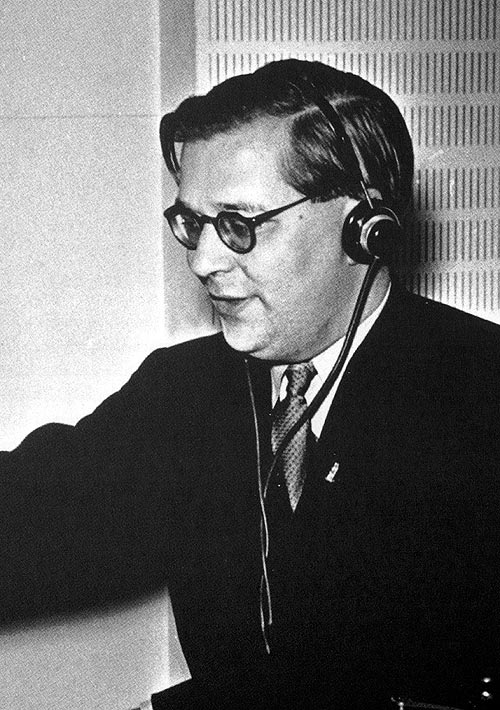
Gösta Knutsson
4 april

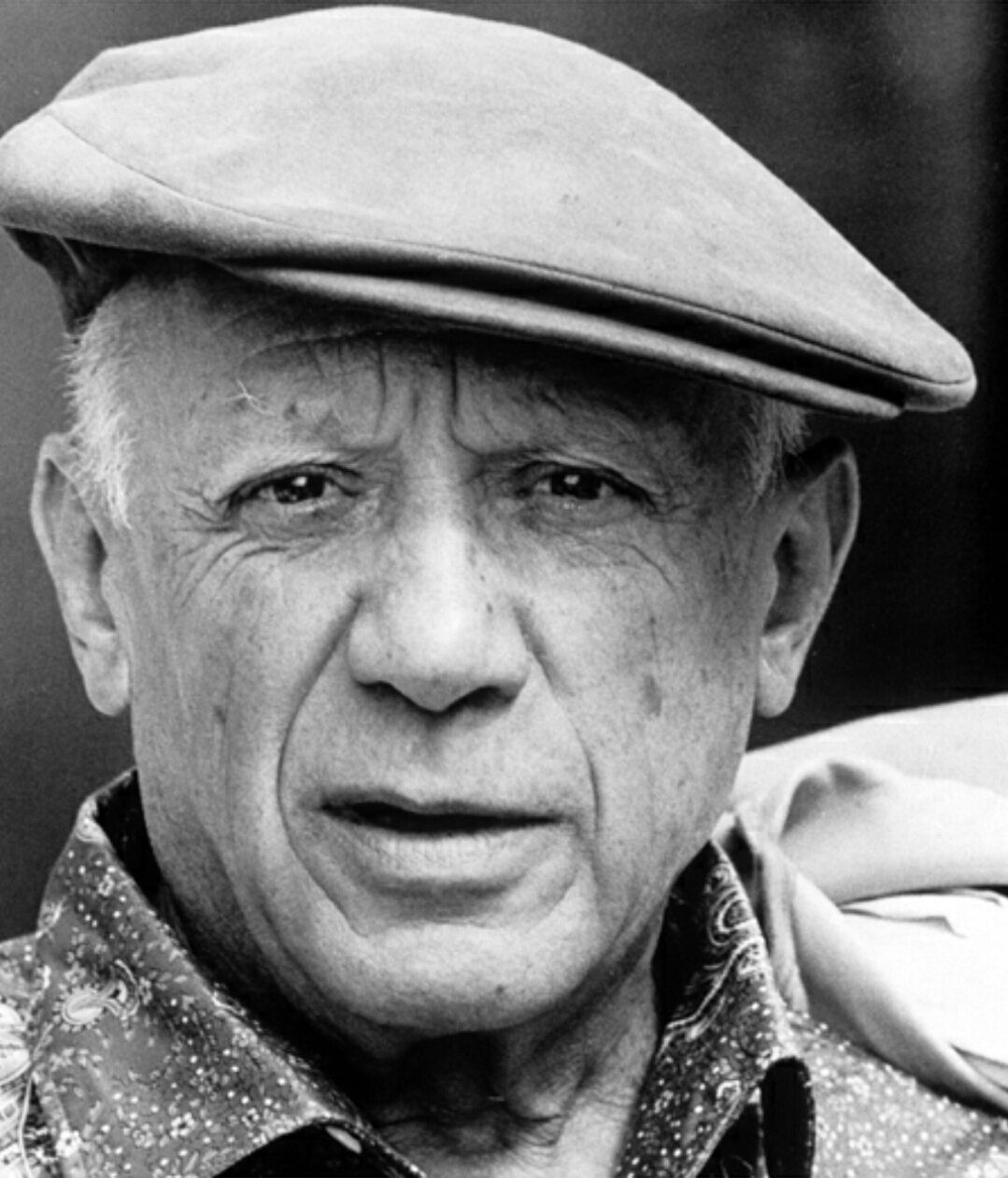
Pablo Picasso
8 april

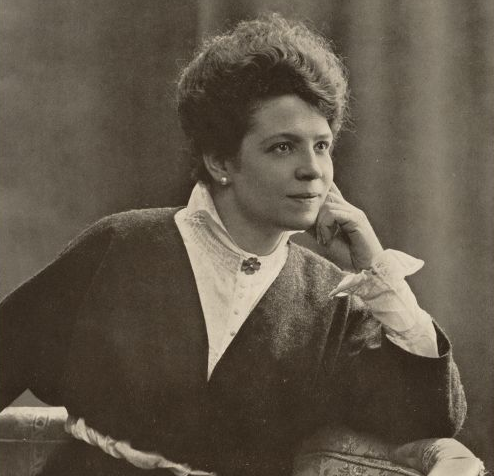
Magda Janssens
14 april

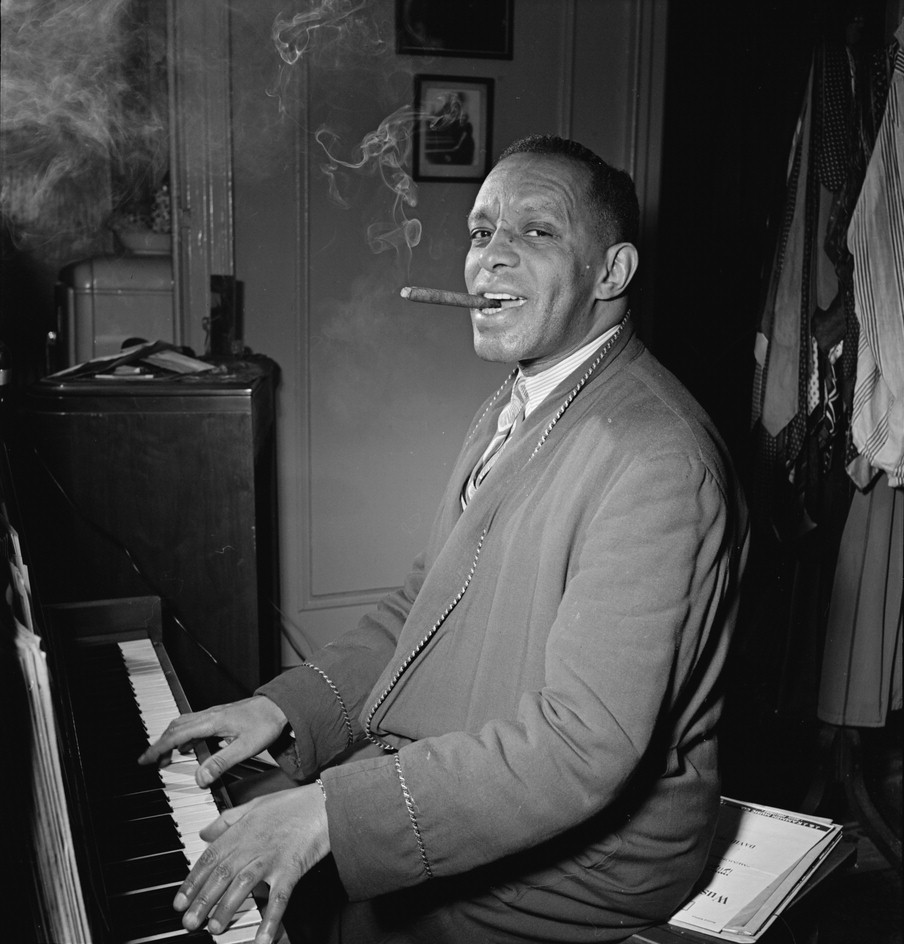
Willie "The Lion" Smith
18 april

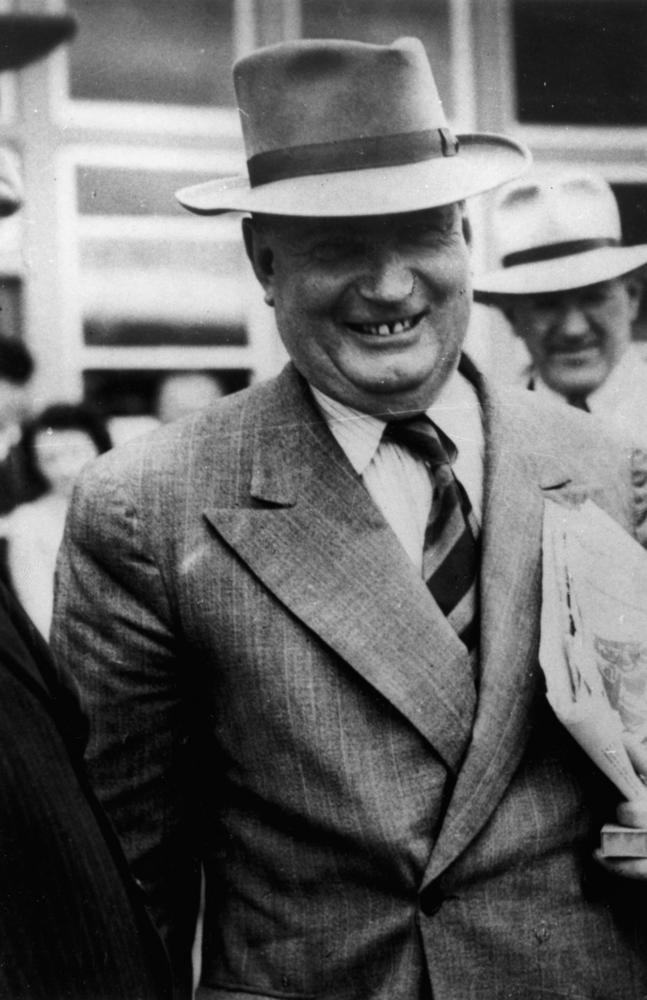
Arthur Fadden
21 april

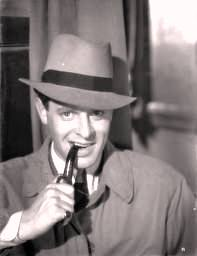
Louis Borel
24 april

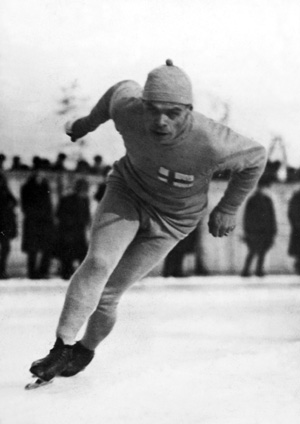
Clas Thunberg
28 april

| 1 | 2 | 3 | 4 | 5 | 6 | 7 | 8 | 9 | 10 | 11 | 12 | 13 | 14 | 15 | 16 | 17 | 18 | 19 | 20 | 21 | 22 | 23 | 24 | 25 | 26 | 27 | 28 | 29 | 30 |
| - | - | - | - | - | - | - | - | - | -- | -- | -- | -- | -- | -- | -- | -- | -- | -- | -- | -- | -- | -- | -- | -- | -- | -- | -- | -- | -- |

### 1 april
- Gus Aiken (71), Amerikaans jazztrompettist
- Dirk Scalogne (93), Nederlands schermer

### 2 april
- Joseph-Charles Lefèbvre (80), Frans kardinaal

### 4 april
- Gösta Knutsson (64), Zweeds radioproducent en schrijver

### 5 april
- David Murray (63), Brits autocoureur

### 6 april
- Albertus Harmannus Kleinenberg (87), Nederlands architect

### 7 april
- Toon Kelder (78), Nederlands kunstenaar

### 8 april
- Pablo Picasso (91), Spaans kunstenaar
- Nilakantha Sri Ram (83), Indiaas theosoof

### 11 april
- Theodoor Smeets (79), Belgisch politicus

### 12 april
- Helena Decoster (87), Belgisch bestuurster
- Arthur Freed (78), Amerikaans filmproducent

### 13 april
- Agustín Olachea (82), Mexicaans politicus en militair
- Sander Stols (73), Nederlandse uitgever

### 14 april
- Magda Janssens (88), Nederlands actrice
- Hans von Seißer (98), Duits politiefunctionaris

### 15 april
- Johannes Bartholomeus (82), Nederlands militair
- Ernst Klodwig (69), Duits autocoureur
- Theodoor Jan Stomps (87), Nederlands botanicus

### 17 april
- Hans Reinhardt (70), Oostenrijks componist

### 18 april
- Willie "The Lion" Smith (79), Amerikaans jazzpianist

### 19 april
- Hans Kelsen (91), Oostenrijks-Amerikaans jurist

### 20 april
- Henri Rolin (81), Belgisch politicus

### 21 april
- Evert Jan Bulder (78), Nederlands voetballer
- Merian C. Cooper (79), Amerikaans piloot, filmregisseur en scenarioschrijver
- Arthur Fadden (79), Australisch politicus

### 22 april
- Juan Nepomuceno (81), Filipijns politicus en ondernemer
- Emil Rameis (68), Oostenrijks componist
- Jean de Wouters (68), Belgisch ingenieur

### 24 april
- Louis Borel (67), Nederlandse acteur

### 25 april
- Armand Léon Annet (84), Frans koloniaal bestuurder
- Frank Jack Fletcher (87), Amerikaans militair
- Foead Shehab (71), president van Libanon
- Dora Vasconcelos (62), Braziliaans dichter

### 28 april
- Piero Drogo (46), Italiaans autocoureur
- Jacques Maritain (90), Frans filosoof
- Clas Thunberg (80), Fins schaatser

### 29 april
- Jan Verheijen (76), Nederlands gewichtheffer

### 30 april
- Julius Luthmann (83), Nederlandse architect

## Mei

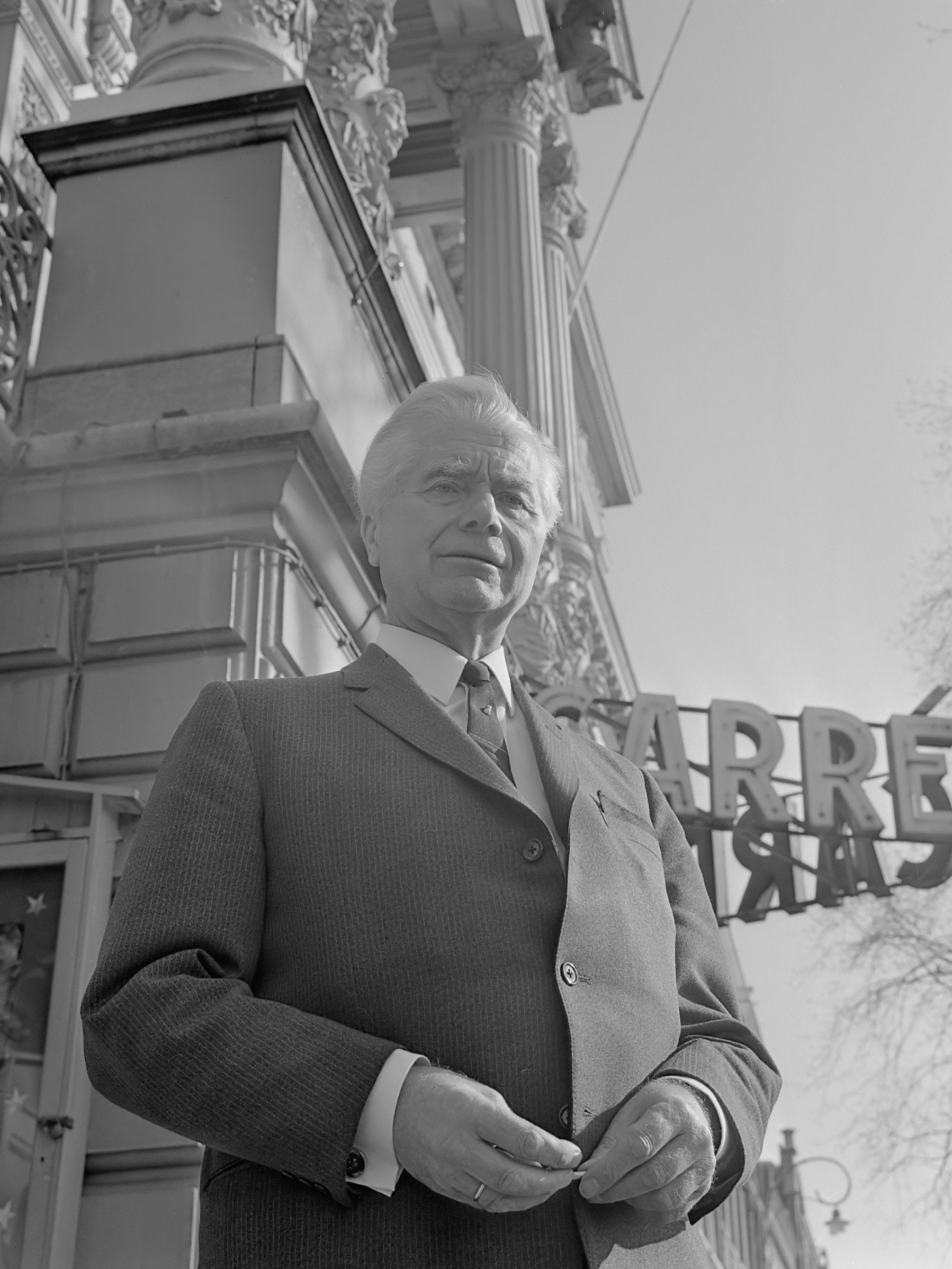
Karel Wunnink
3 mei

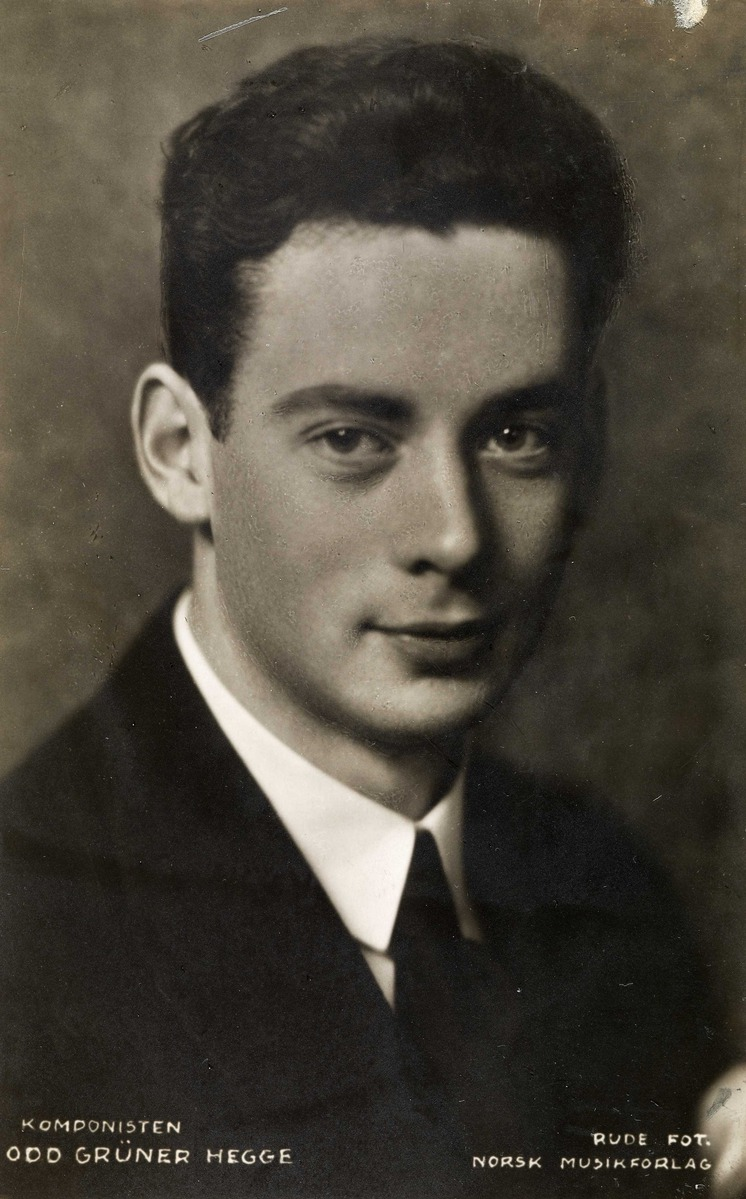
Odd Grüner-Hegge
11 mei

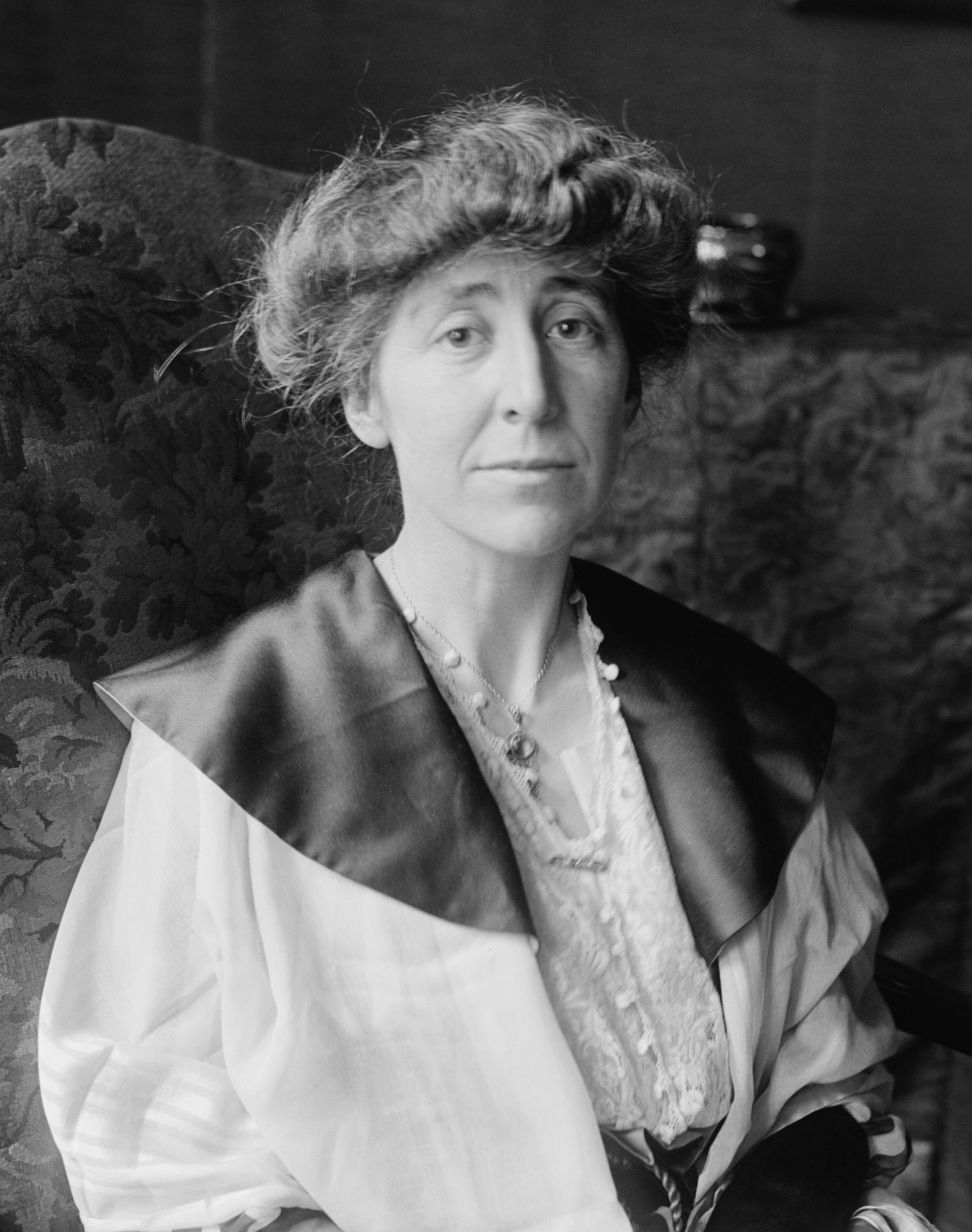
Jeannette Rankin
18 mei

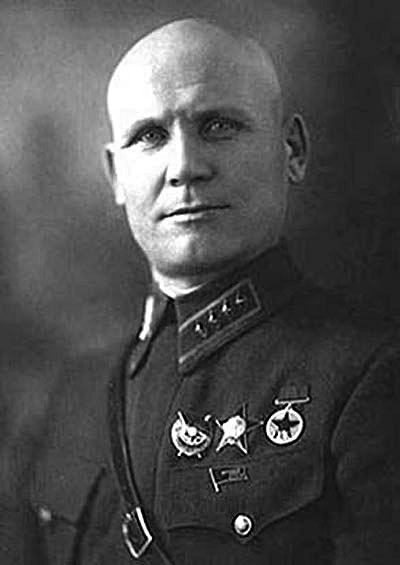
Ivan Konev
21 mei

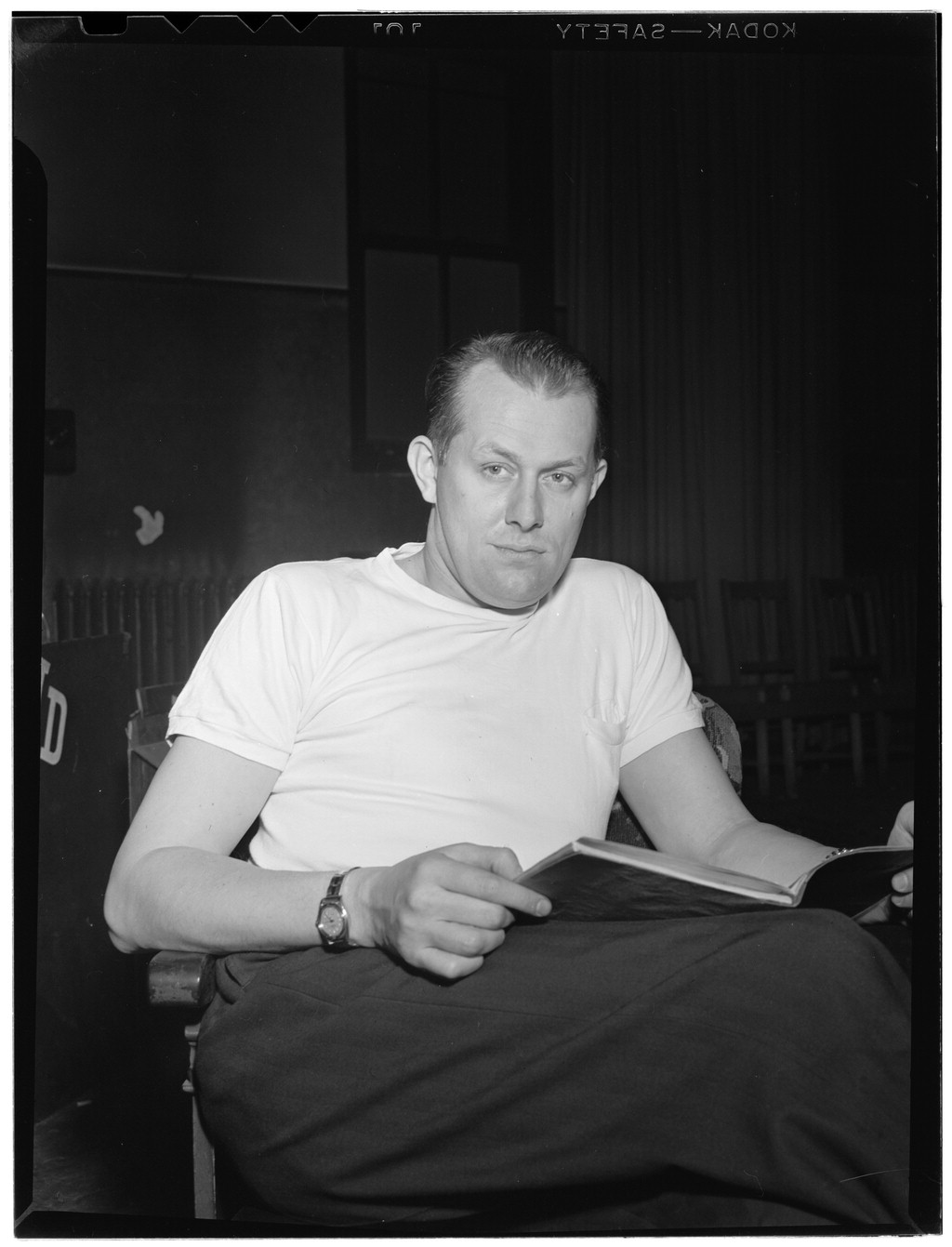
Vaughn Monroe
21 mei

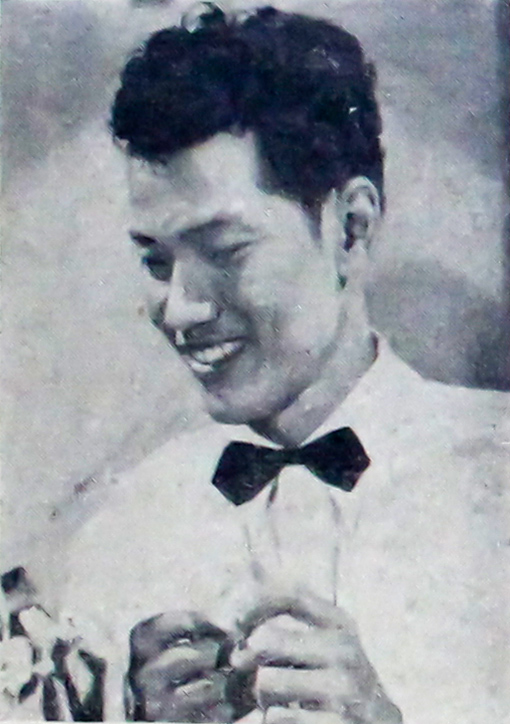
P. Ramlee
29 mei

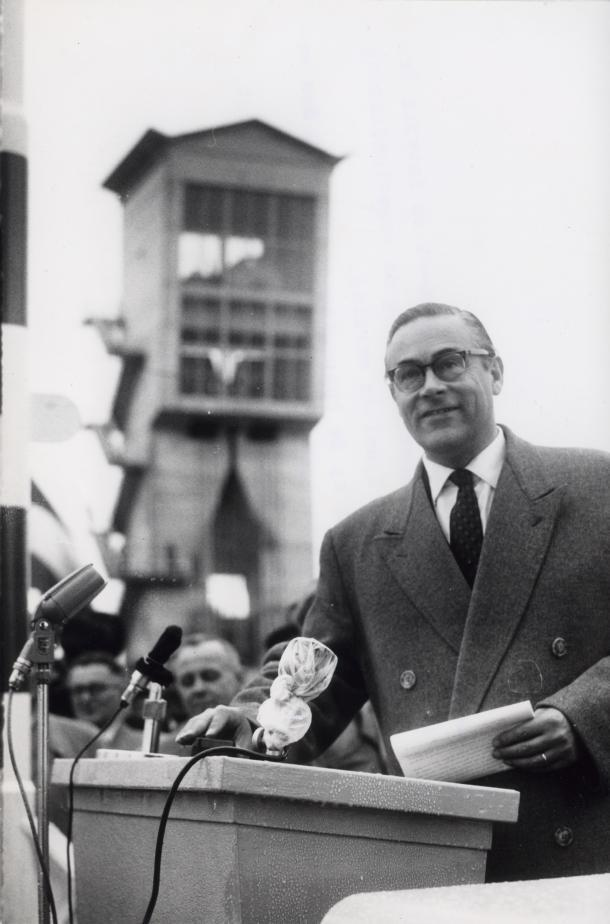
Herman Witte
30 mei

| 1 | 2 | 3 | 4 | 5 | 6 | 7 | 8 | 9 | 10 | 11 | 12 | 13 | 14 | 15 | 16 | 17 | 18 | 19 | 20 | 21 | 22 | 23 | 24 | 25 | 26 | 27 | 28 | 29 | 30 | 31 |
| - | - | - | - | - | - | - | - | - | -- | -- | -- | -- | -- | -- | -- | -- | -- | -- | -- | -- | -- | -- | -- | -- | -- | -- | -- | -- | -- | -- |

### 1 mei
- Asger Jorn (59), Deens kunstschilder, schrijver en filosoof
- Marinus Vertregt (76), Nederlands sterrenkundige

### 3 mei
- Cyril Daryll Forde (71), Brits geograaf en antropoloog
- Karel Wunnink (67), Nederlands ondernemer

### 4 mei
- Anton Ackermann (67), Oost-Duits politicus
- Jane Bowles (56), Amerikaans schrijfster

### 8 mei
- Henk de Hoog (54), Nederlands wielrenner

### 11 mei
- Lex Barker (54), Amerikaans acteur
- Odd Grüner-Hegge (73), Noors componist en dirigent
- Carl Bruno Reeser (91), Nederlands sportbestuurder

### 12 mei
- Carel Groenevelt (73), Nederlands kunstverzamelaar
- Frances Marion (84), Amerikaans journaliste en auteur
- Edgard Vanthilt (63), Belgisch politicus

### 13 mei
- Louis Dekker (78), Nederlands roeier
- Hendrikus Abraham Waldemar Goossens (63), Nederlands militair
- Dries Riphagen (63), Nederlands crimineel en collaborateur

### 14 mei
- Hans Haas (66), Oostenrijks gewichtheffer

### 15 mei
- Willem Rassers (95), Nederlands Indonesiëkundige en museumdirecteur

### 16 mei
- Hilaire Bertinchamps (78), Belgisch politicus
- Alfred Kalthofen (81), Nederlands medicus
- Jacques Lipchitz (81), Amerikaans beeldhouwer

### 17 mei
- Alexander Kropholler (91), Nederlands architect

### 18 mei
- Jeannette Rankin (92), Amerikaans politica

### 19 mei
- Cees van der Leeuw (83), Nederlands ondernemer

### 20 mei
- Renzo Pasolini (34), Italiaans motorcoureur
- Jarno Saarinen (27), Fins motorcoureur

### 21 mei
- Carlo Emilio Gadda (79), Italiaans schrijver
- Ivan Konev (75), Russisch militair leider
- Vaughn Monroe (61), Amerikaans zanger, acteur en tv-host

### 22 mei
- Nicolaas Molenaar (80), Nederlands architect
- Giuseppe Olivieri (84), Italiaans wielrenner

### 23 mei
- Alois Podhajsky (75), Oostenrijks ruiter

### 25 mei
- Mozes Brandon Bravo (66), Nederlands oorlogsmisdadiger

### 26 mei
- Walter Donaldson (66), Brits snookerspeler
- Frans Mars (70), Nederlands kunstschilder

### 28 mei
- Frits Meuring (90), Nederlands zwemmer

### 29 mei
- Piet Bron (91), Nederlands acteur
- P. Ramlee (44), Maleisische acteur en zanger

### 30 mei
- Herman Witte (63), Nederlands politicus
- Ketevan Magalasjvili (79), Georgisch kunstschilderes

### 31 mei
- Albert van Giffen (89), Nederlands archeoloog

## Juni

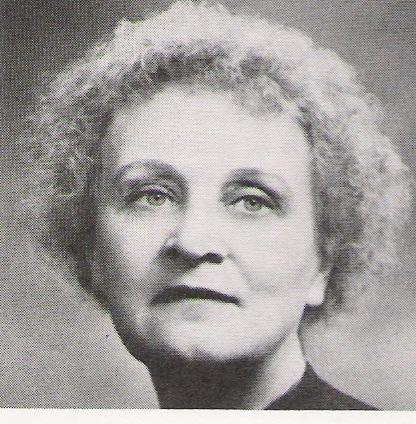
Helen Parkhurst
1 juni

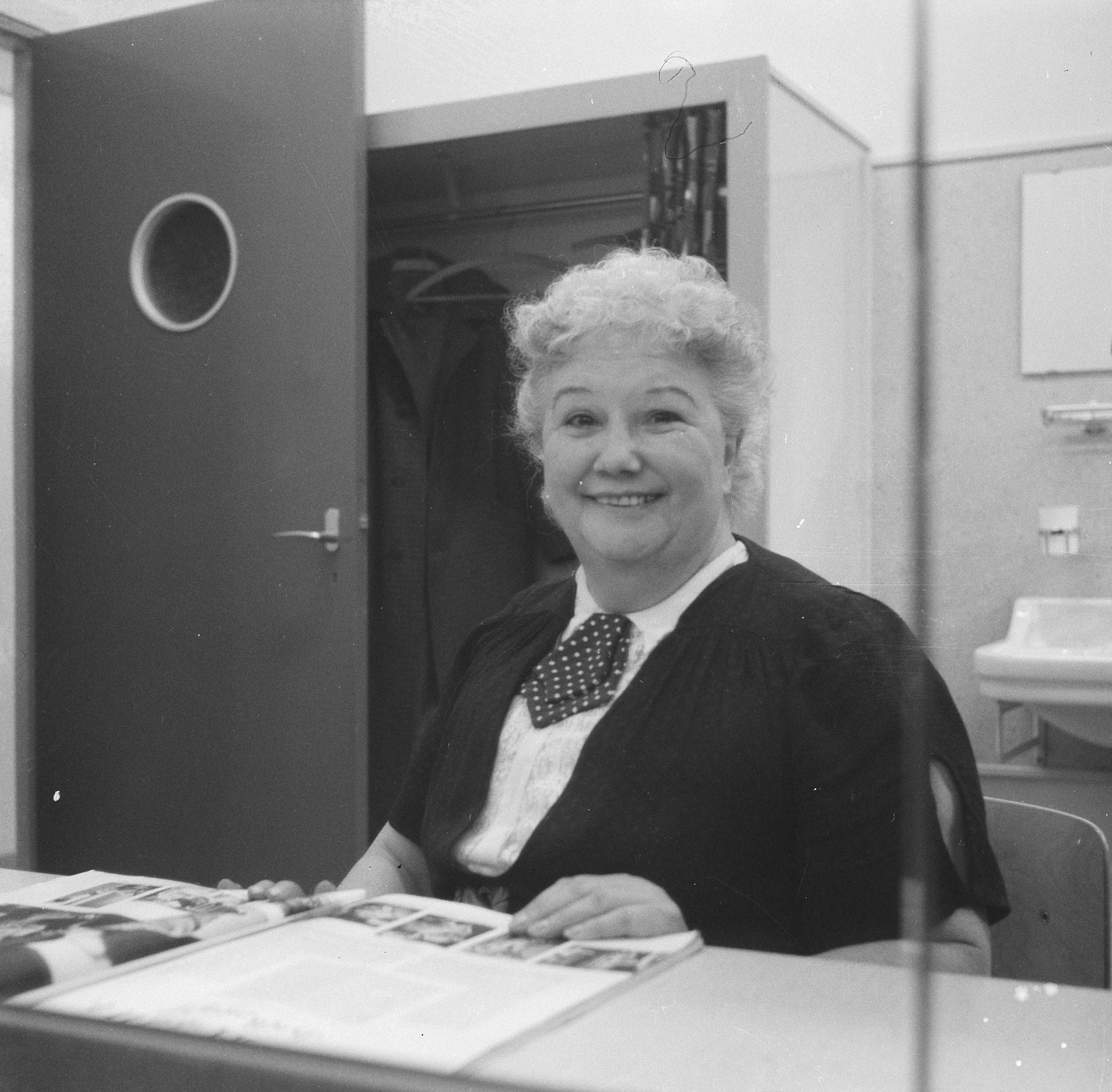
Sophie Stein
2 juni

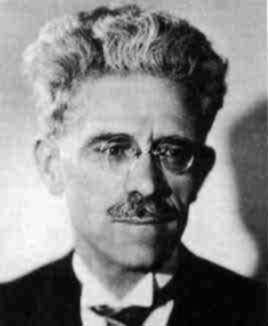
Maurice René Fréchet
4 juni

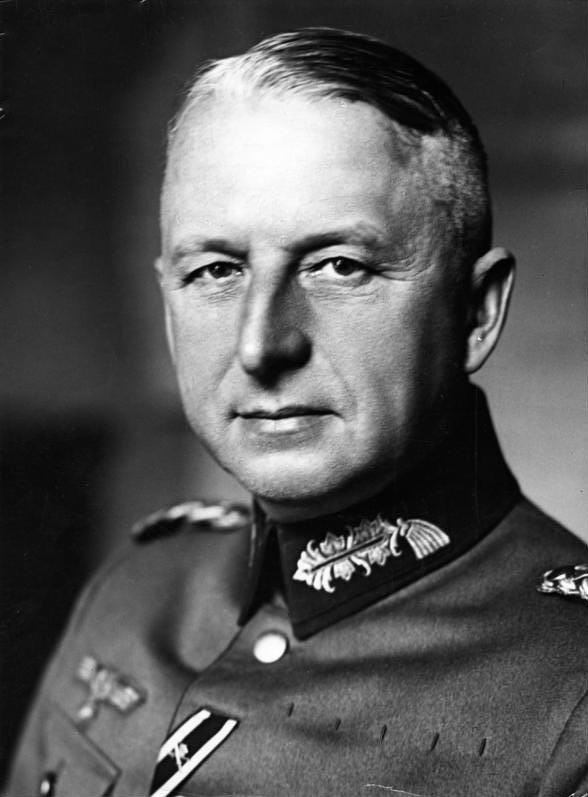
Erich von Manstein
9 juni

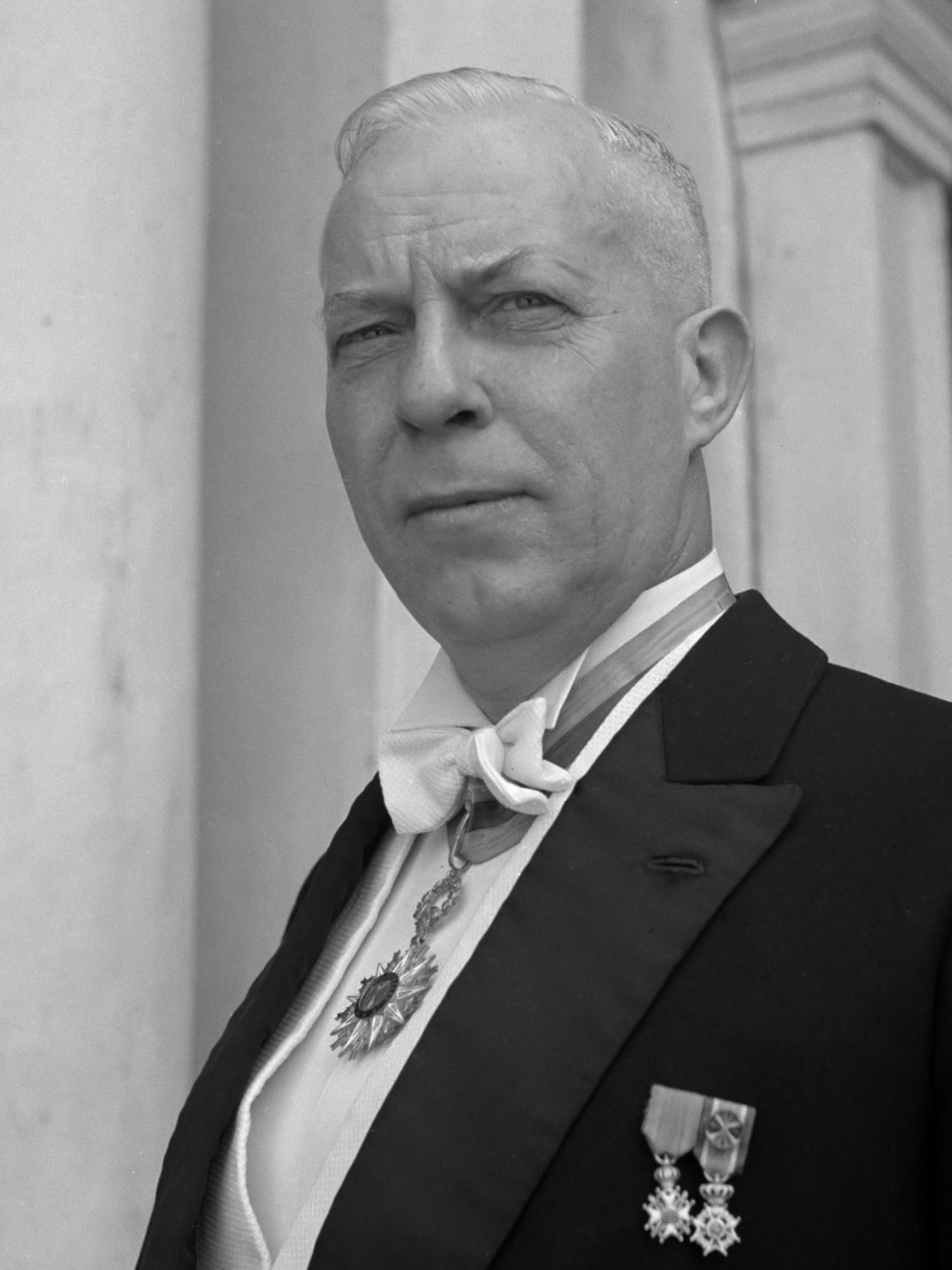
Maarten de Niet
14 juni

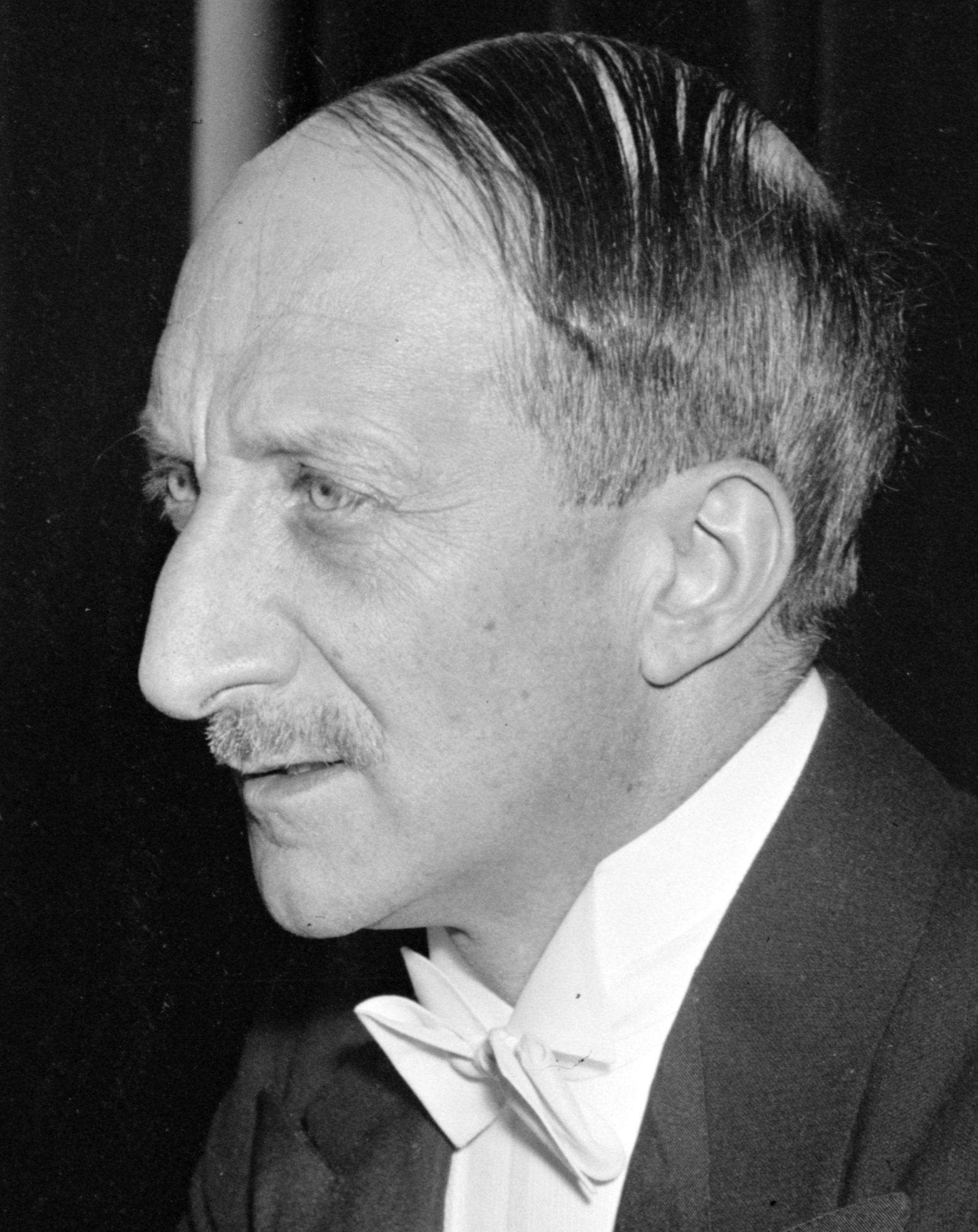
Georges Bonnet
18 juni

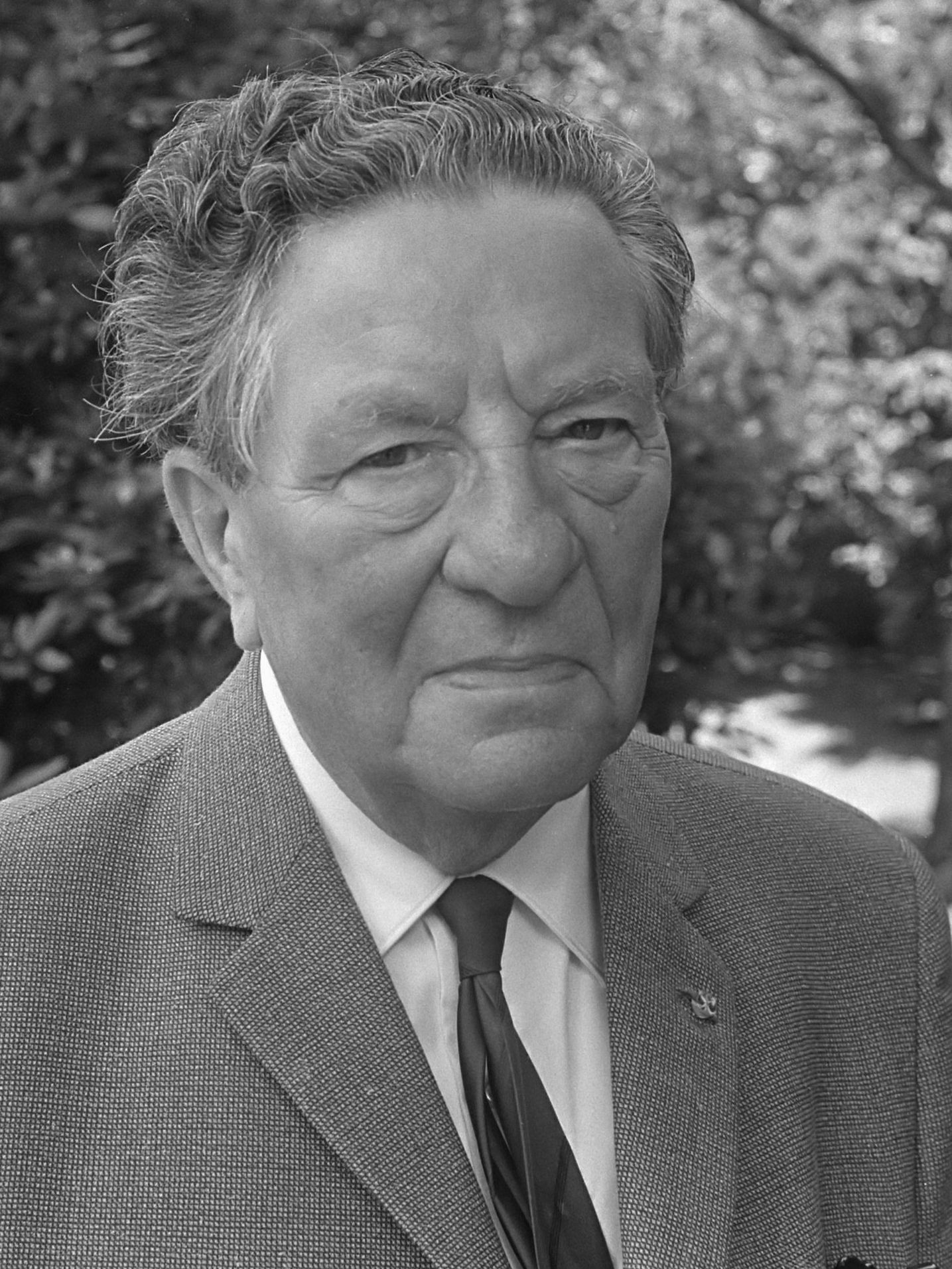
Willem Vogt
18 juni

| 1 | 2 | 3 | 4 | 5 | 6 | 7 | 8 | 9 | 10 | 11 | 12 | 13 | 14 | 15 | 16 | 17 | 18 | 19 | 20 | 21 | 22 | 23 | 24 | 25 | 26 | 27 | 28 | 29 | 30 |
| - | - | - | - | - | - | - | - | - | -- | -- | -- | -- | -- | -- | -- | -- | -- | -- | -- | -- | -- | -- | -- | -- | -- | -- | -- | -- | -- |

### 1 juni
- Helen Parkhurst (86), Amerikaans pedagoge

### 2 juni
- Sophie Stein (80), Nederlands cabaretière en actrice

### 3 juni
- Dory Funk (58), Amerikaans professioneel worstelaar

### 4 juni
- Maurice René Fréchet (94), Frans wiskundige

### 5 juni
- Guillaume Lagrange (72), Belgisch politicus
- Alfred Morpurgo (73), Surinaams journalist en politicus

### 6 juni
- Åke Borg (71), Zweeds waterpolospeler en zwemmer

### 8 juni
- Walter Dexel (83), Duits kunstschilder, graficus en designer
- Emmy Göring (80), Duits actrice
- Gerard le Heux (88), Nederlands ruiter

### 9 juni
- Erich von Manstein (85), Duits militair

### 10 juni
- William Inge (62), Amerikaans schrijver

### 11 juni
- Cor Hilbrink (54), Nederlands ondernemer, voetbalbestuurder en verzetsman

### 13 juni
- Alexander van der Heyden van Doornenburg (66), Nederlands burgemeester

### 14 juni
- Maarten de Niet (79), Nederlands jurist en bestuurder in Suriname

### 15 juni
- Antonín Pospíšil (69), Tsjecho-Slowaaks politicus

### 16 juni
- Alfred Ernout (93), Frans taalkundige
- Karl Hamann (70), Oost-Duits politicus

### 17 juni
- Peter Lutz (73), Nederlands striptekenaar
- Nils Sandström (79), Zweeds atleet

### 18 juni
- Georges Bonnet (83), Frans politicus
- Willem Vogt (84), Nederlands omroeppionier

### 19 juni
- Gustaf Molander (84), Zweeds acteur en regisseur

### 20 juni
- Hendrik Antonius ter Reegen (81), Nederlands beeldhouwer

### 23 juni
- Aleksandr Ponomarjov (55), Sovjet-Oekraïens voetballer
- Joseph Van Wetter (82), Belgisch wielrenner

### 24 juni
- Green Haywood Hackworth (90), Amerikaans jurist en diplomaat
- Hans Müller (56), Zwitsers componist en dirigent

### 25 juni
- Willem Hendrik Campagne (82), Surinaams onderwijzer
- Josef Rixner (71), Duits componist

### 28 juni
- Gabriele von dem Bussche-Ippenburg (96), lid Duitse adel
- Georges Van Calenberg (60), Belgisch voetballer

### 29 juni
- Barend Toes (81), Nederlands predikant
- Germán Valdés (57), Mexicaans komiek en acteur

### 30 juni
- Remi Criel (73), Belgisch burgemeester
- Nancy Mitford (68), Brits schrijfster
- Isidore Snapper (84), Nederlands medicus
- Basilius Velytsjkovskyj (70), Oekraïens bisschop

## Juli

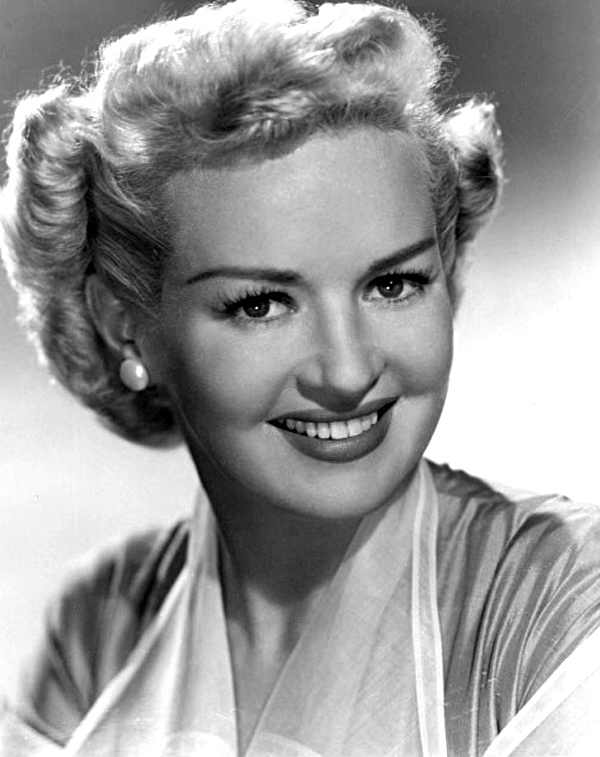
Betty Grable
2 juli

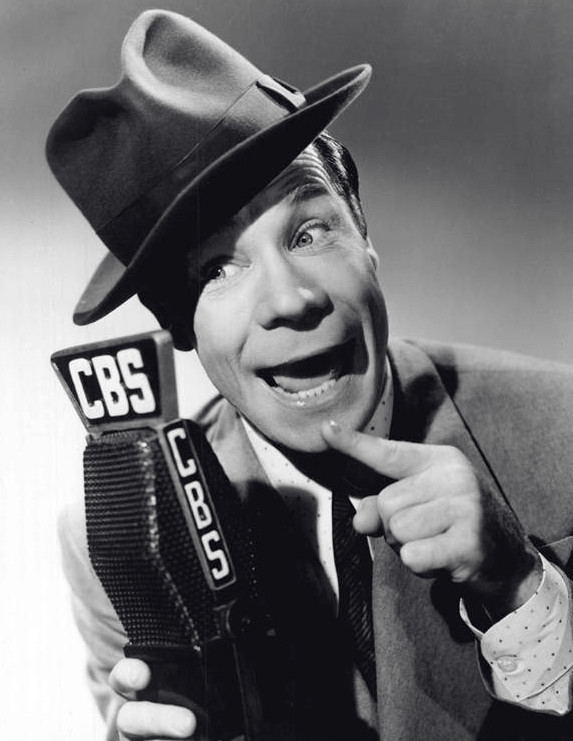
Joe E. Brown
6 juli

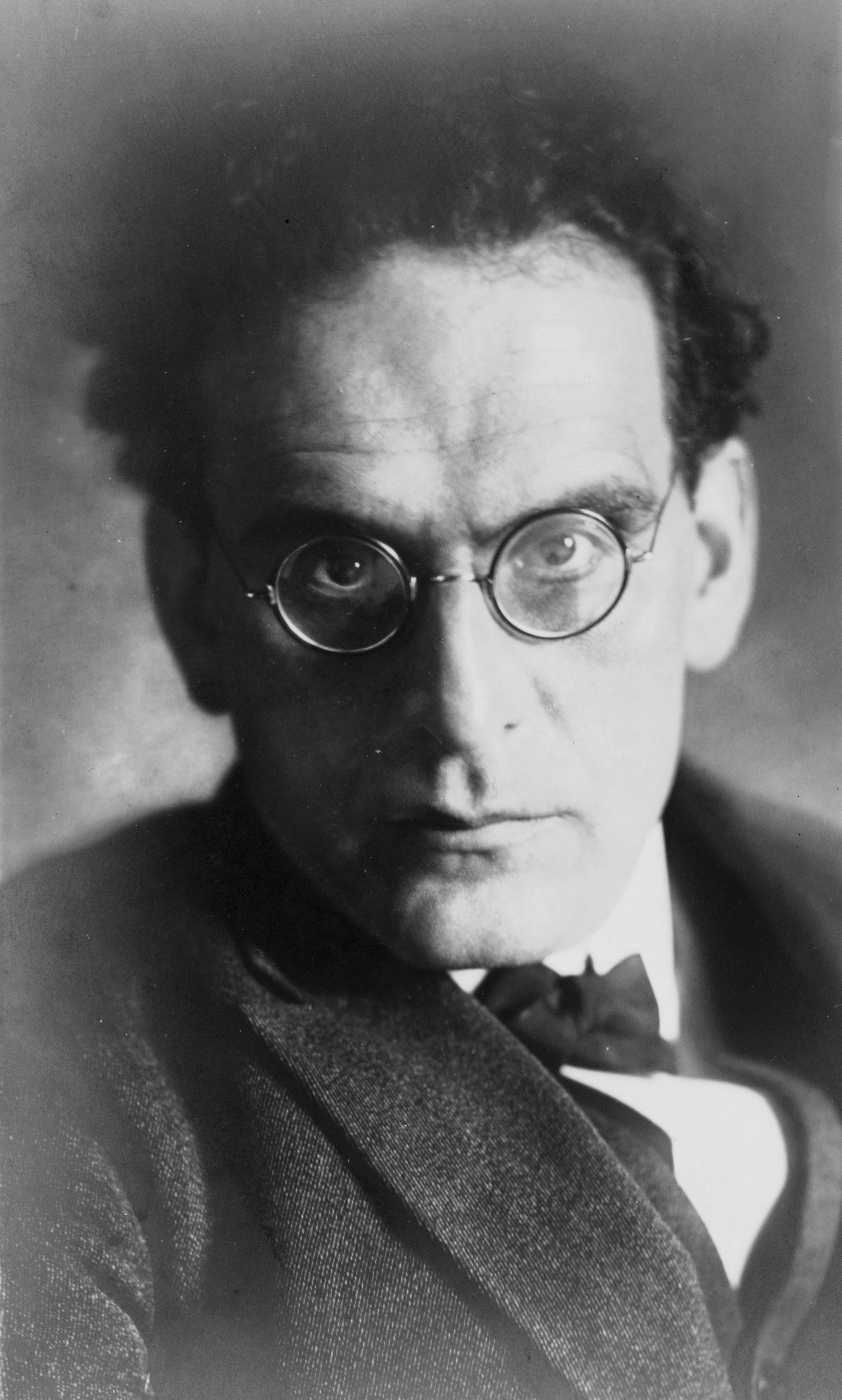
Otto Klemperer
6 juli

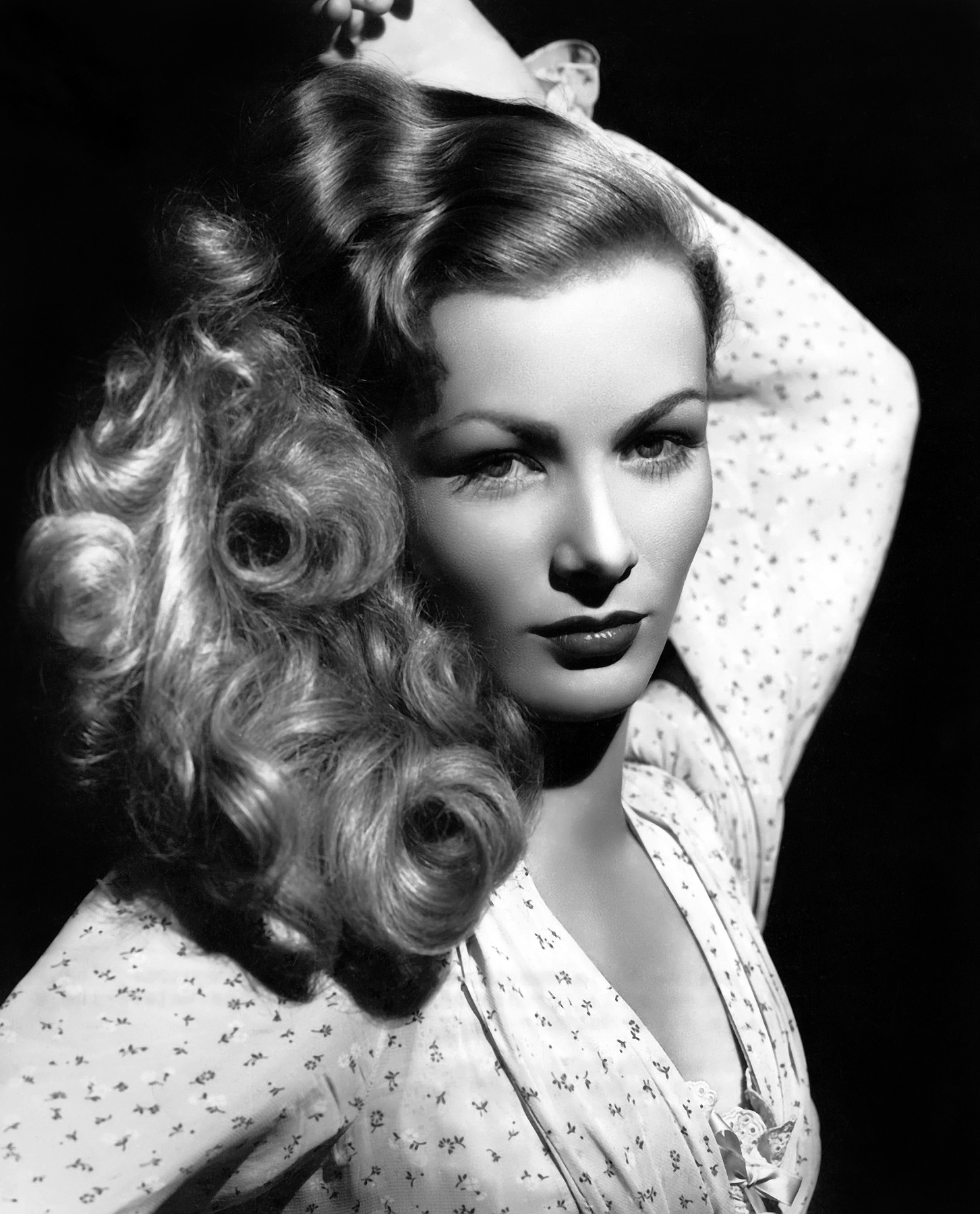
Veronica Lake
7 juli

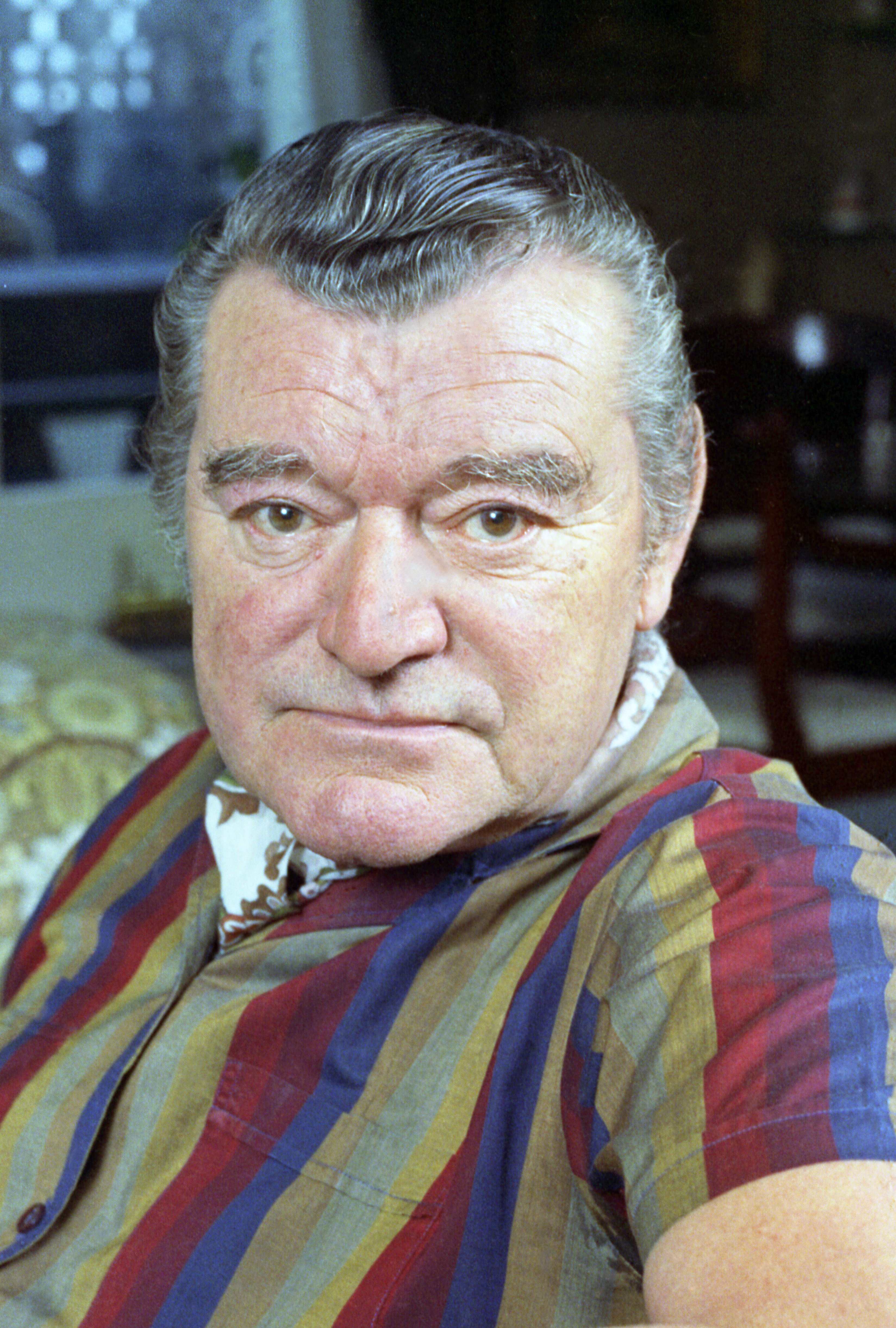
Jack Hawkins
18 juli

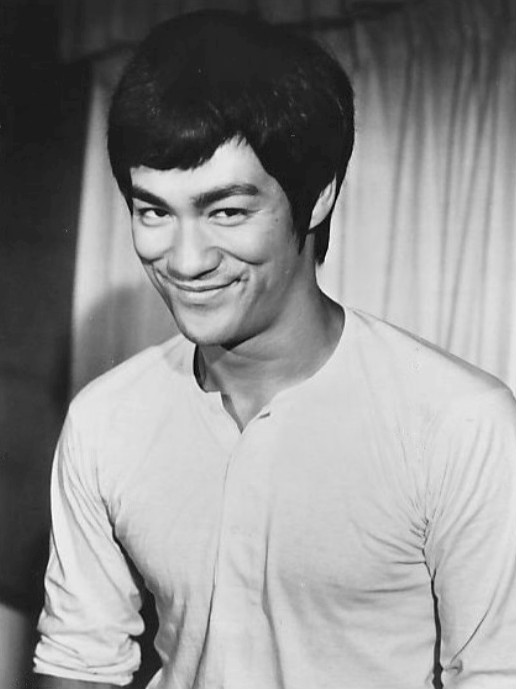
Bruce Lee
20 juli

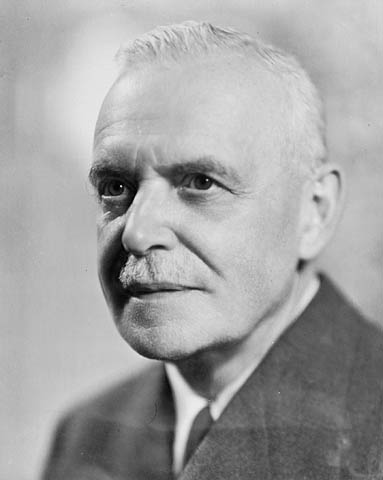
Louis Saint-Laurent
25 juli

| 1 | 2 | 3 | 4 | 5 | 6 | 7 | 8 | 9 | 10 | 11 | 12 | 13 | 14 | 15 | 16 | 17 | 18 | 19 | 20 | 21 | 22 | 23 | 24 | 25 | 26 | 27 | 28 | 29 | 30 | 31 |
| - | - | - | - | - | - | - | - | - | -- | -- | -- | -- | -- | -- | -- | -- | -- | -- | -- | -- | -- | -- | -- | -- | -- | -- | -- | -- | -- | -- |

### 1 juli
- Jef Deumens (83), Belgisch politicus

### 2 juli
- Betty Grable (56), Amerikaans actrice, danseres en zangeres
- Ferdinand Schörner (81), Duits militair

### 3 juli
- Karel Ančerl (65), Tsjecho-Slowaaks dirigent
- Laurens Hammond (78), Amerikaans uitvinder

### 5 juli
- Piet Punt (64), Nederlands voetballer

### 6 juli
- Joe E. Brown (80), Amerikaans acteur en komiek
- Otto Klemperer (88), Duits dirigent en componist
- Eugeen Moriau (67), Belgisch politicus

### 7 juli
- Max Horkheimer (78), Duits socioloog en filosoof
- Veronica Lake (53),  Amerikaans actrice en model

### 8 juli
- Harry Edward (75), Brits atleet
- Lothar Zirngiebl (70), Duits entomoloog

### 9 juli
- Rudolf Theodoor Bijleveld (64), Nederlands burgemeester
- Gerard de Vries Lentsch (89), Nederlands zeiler

### 11 juli
- Ludwik Gintel (73), Pools voetballer
- Walter Krüger (81), Duits militair leider
- Aleksandr Mosolov (72), Russisch componist
- Cesare Zerba (81), Italiaans kardinaal

### 12 juli
- Pierre Renquin (61), Belgisch politicus

### 16 juli
- Nine van der Schaaf (91), Nederlands schrijfster

### 17 juli
- Jean Hubert Couzy (71), Nederlands militair en politicus

### 18 juli
- Jack Hawkins (62), Brits acteur

### 19 juli
- Jan Bartlema (57), Nederlands roeier en Engelandvaarder

### 20 juli
- Michail Isakovski (73), Russisch dichter
- Bruce Lee (32), Amerikaans-Hongkongs acteur
- Robert Smithson (35), Amerikaans kunstenaar

### 24 juli
- Julián Acuña Galé (72), Cubaans botanicus

### 25 juli
- Roel de Jong (60), Nederlands verzetsstrijder
- Dezső Pattantyús-Ábrahám (98), Hongaars politicus
- Louis Saint-Laurent (91), Canadees politicus
- Antonius Mauritius Hendrikus Straater (76), Nederlands ondernemer en collaborateur

### 26 juli
- Hans Albert Einstein (69), Amerikaans wetenschapper
- Konstantinos Georgakopoulos (82), Grieks politicus
- John Stol (88), Nederlands wielrenner

### 27 juli
- Edward Rickenbacker (82), Amerikaans gevechtspiloot

### 29 juli
- Henri Charrière (66), Frans schrijver
- Roger Williamson (25), Brits autocoureur

### 30 juli
- Joseph Vanden Berghe (95), Belgisch politicus en schrijver

### 31 juli
- Felix Iversen (85), Fins wiskundige
- Fernand Nisot (78), Belgisch voetballer

## Augustus

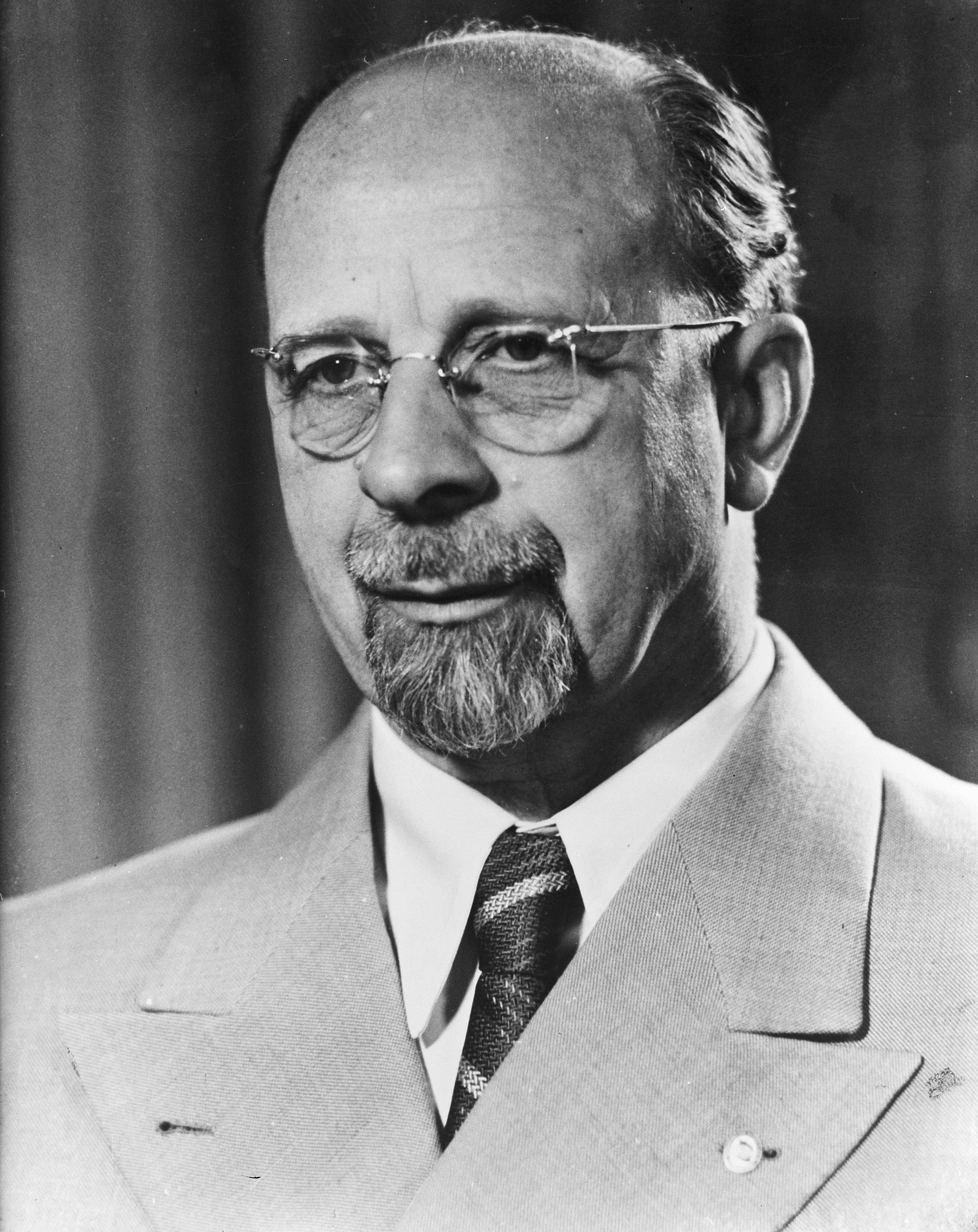
Walter Ulbricht
1 augustus

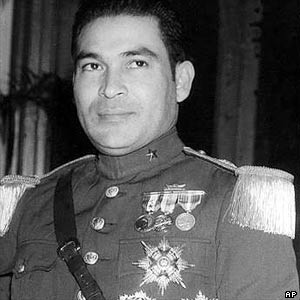
Fulgencio Batista
6 augustus

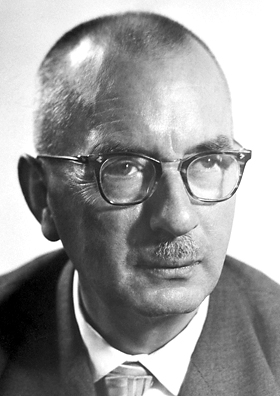
Karl Ziegler
11 augustus

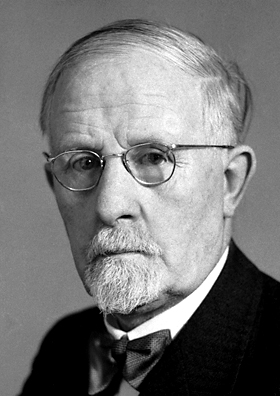
Walter Rudolf Hess
12 augustus

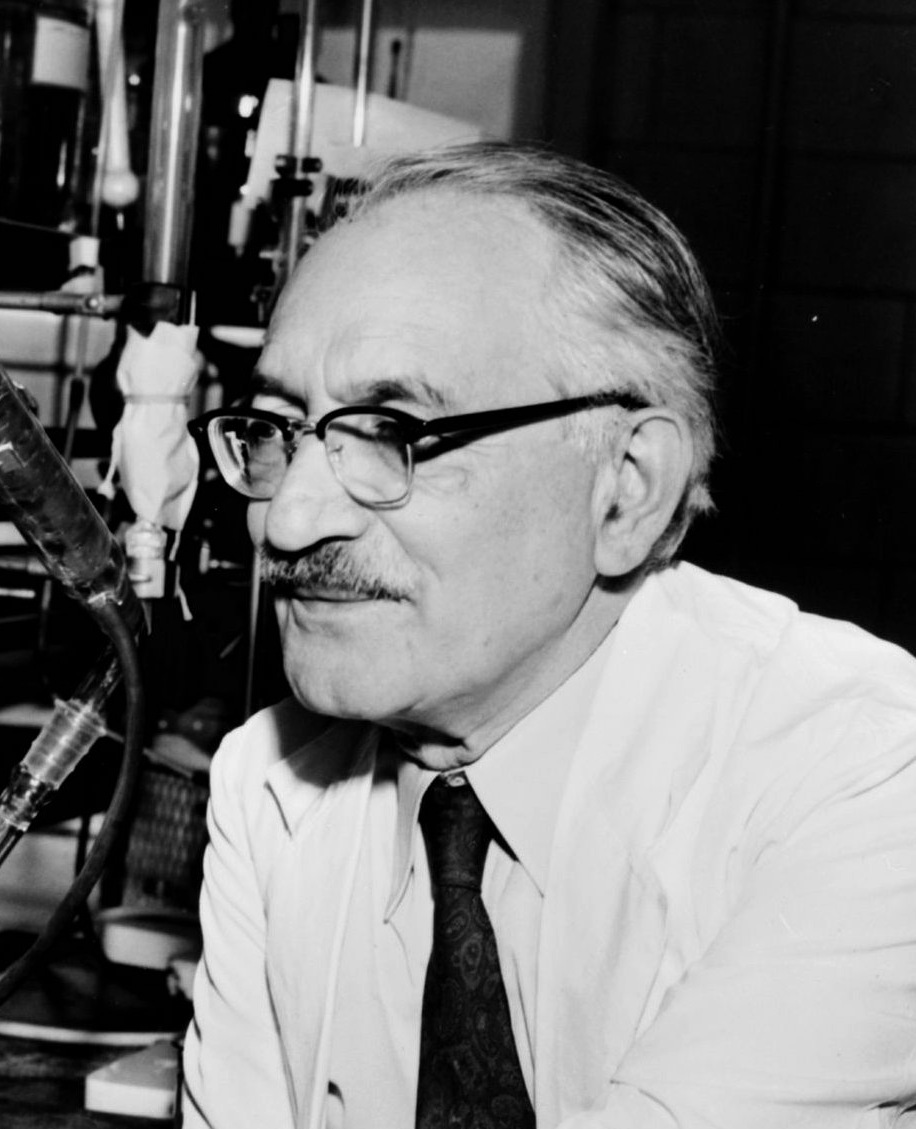
Selman Waksman
16 augustus

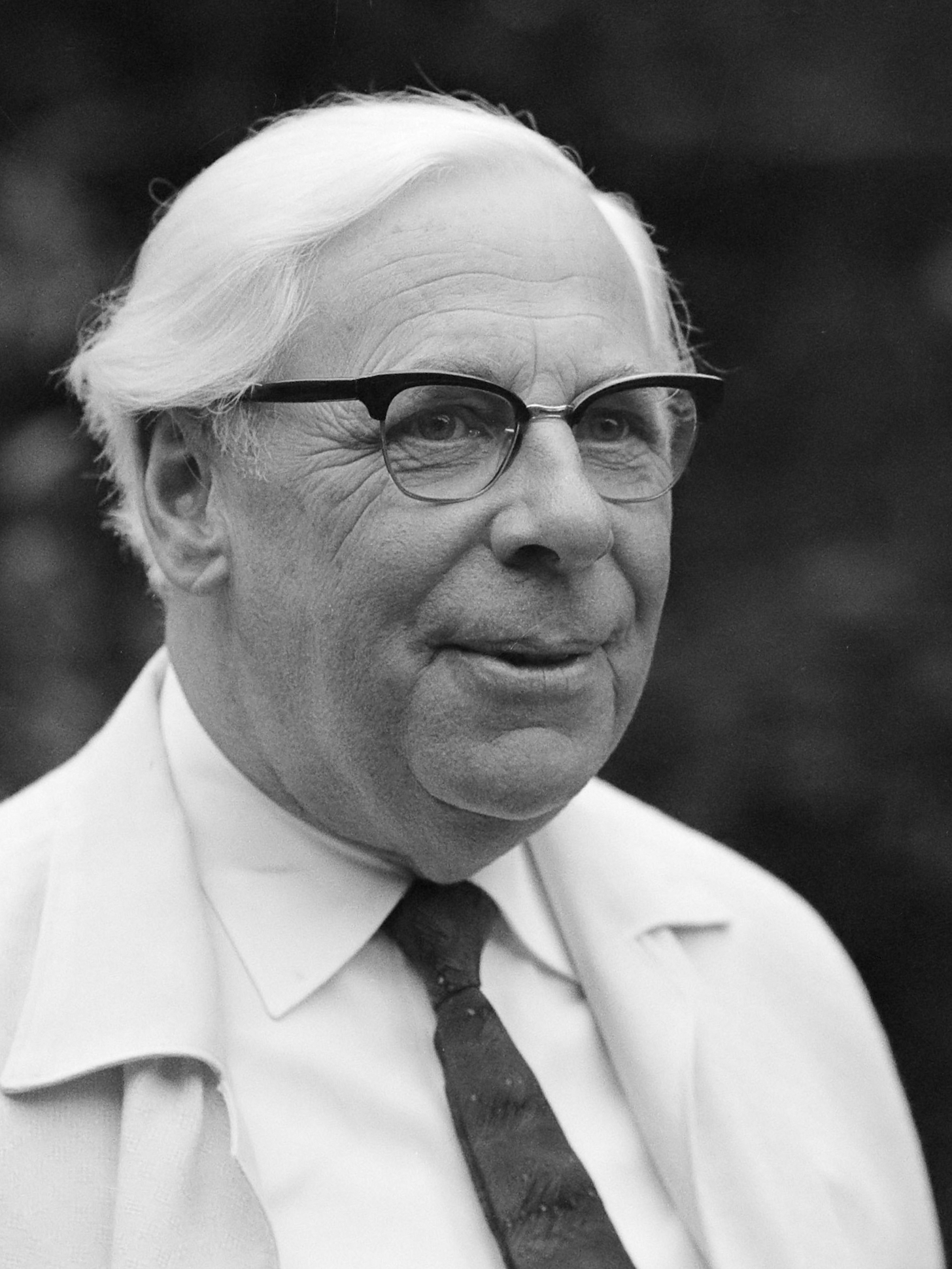
Wam Heskes
20 augustus

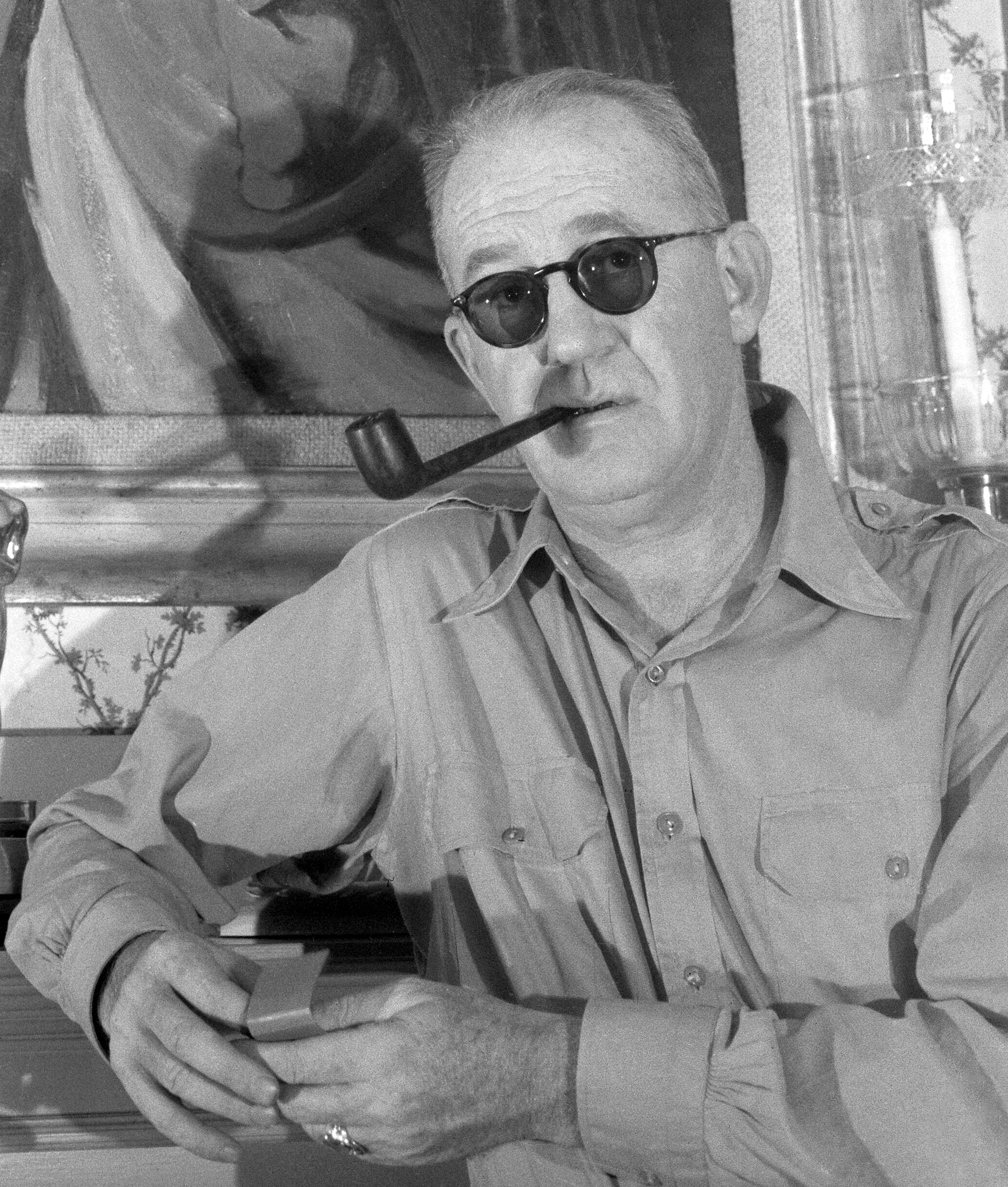
John Ford
31 augustus

| 1 | 2 | 3 | 4 | 5 | 6 | 7 | 8 | 9 | 10 | 11 | 12 | 13 | 14 | 15 | 16 | 17 | 18 | 19 | 20 | 21 | 22 | 23 | 24 | 25 | 26 | 27 | 28 | 29 | 30 | 31 |
| - | - | - | - | - | - | - | - | - | -- | -- | -- | -- | -- | -- | -- | -- | -- | -- | -- | -- | -- | -- | -- | -- | -- | -- | -- | -- | -- | -- |

### 1 augustus
- Gian Francesco Malipiero (81), Italiaans componist
- Walter Ulbricht (80), Oost-Duits politicus

### 2 augustus
- Jean-Pierre Melville (55), Frans filmregisseur

### 4 augustus
- Eddie Condon (67), Amerikaans jazzmusicus

### 6 augustus
- Fulgencio Batista (72), president van Cuba
- James Beck (44), Brits acteur
- Julius Hendrik Tutein Nolthenius (89), Nederlands ondernemer

### 8 augustus
- Dean Corll (33), Amerikaans seriemoordenaar
- Vilhelm Moberg (74), Zweeds schrijver
- José Villalonga (53), Spaans voetbalcoach
- Nikolaos Zachariadis (70), Grieks politicus

### 10 augustus
- Antoine Goderie (74), Nederlands biljarter

### 11 augustus
- Karl Ziegler (74), Duits scheikundige

### 12 augustus
- Walter Rudolf Hess (92), Zwitsers fysioloog en Nobelprijswinnaar

### 13 augustus
- Ben van Eysselsteijn (75), Nederlands journalist
- Willy Rey (23), Nederlands-Canadees model

### 14 augustus
- Kim Newcombe (29), Nieuw-Zeelands motorcoureur

### 15 augustus
- Edward Turner (72), Brits motorontwerper
- Fons Windhausen (71), Nederlands kunstschilder

### 16 augustus
- Selman Waksman (85), Amerikaans biochemicus, microbioloog en Nobelprijswinnaar

### 17 augustus
- Conrad Aiken (84), Amerikaans schrijver en dichter
- Günther Pancke (74), Duits oorlogsmisdadiger
- Clarence Shaw (47), Amerikaans jazztrompettist
- Paul Williams (34), Amerikaans zanger

### 18 augustus
- François Bonlieu (36), Frans alpineskiër
- Alice Stevenson (112), oudste persoon ter wereld

### 20 augustus
- Wam Heskes (82), Nederlands beeldend kunstenaar en acteur

### 23 augustus
- Hellmuth Kneser (75), Duits wiskundige

### 26 augustus
- Hendrik Willem Stenvers (84), Nederlands neuroloog
- Ivar Widner (81), Zweeds componist

### 27 augustus
- Thomas Howell Binford (77), Amerikaans militair
- Vincenzo Martellotta (60), Italiaans militair

### 28 augustus
- Natale Evola (66), Amerikaans crimineel

### 31 augustus
- Ernst von Bönninghausen (73), Nederlands burgemeester
- John Ford (79), Amerikaans filmregisseur

## September

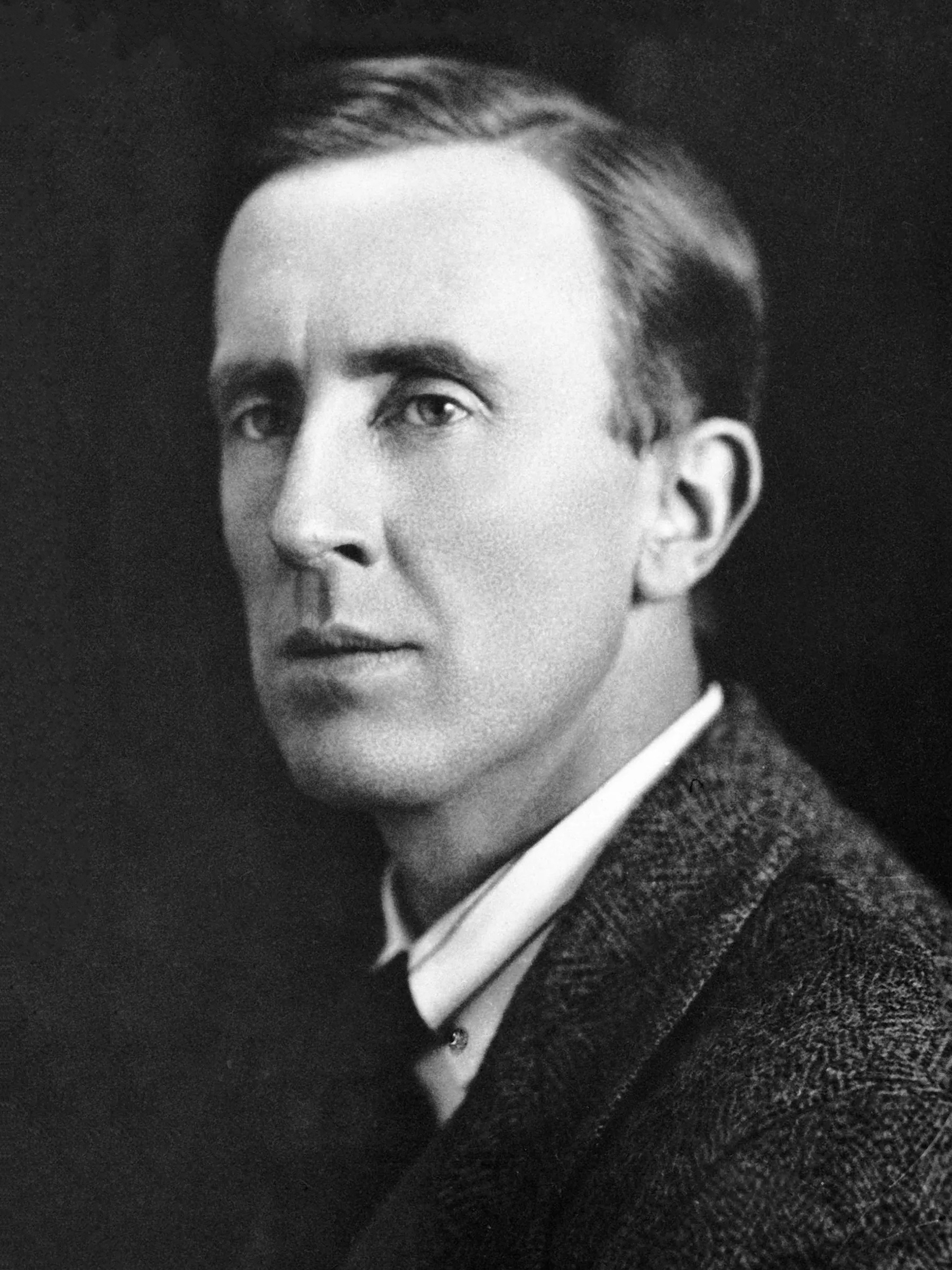
J.R.R. Tolkien
2 september

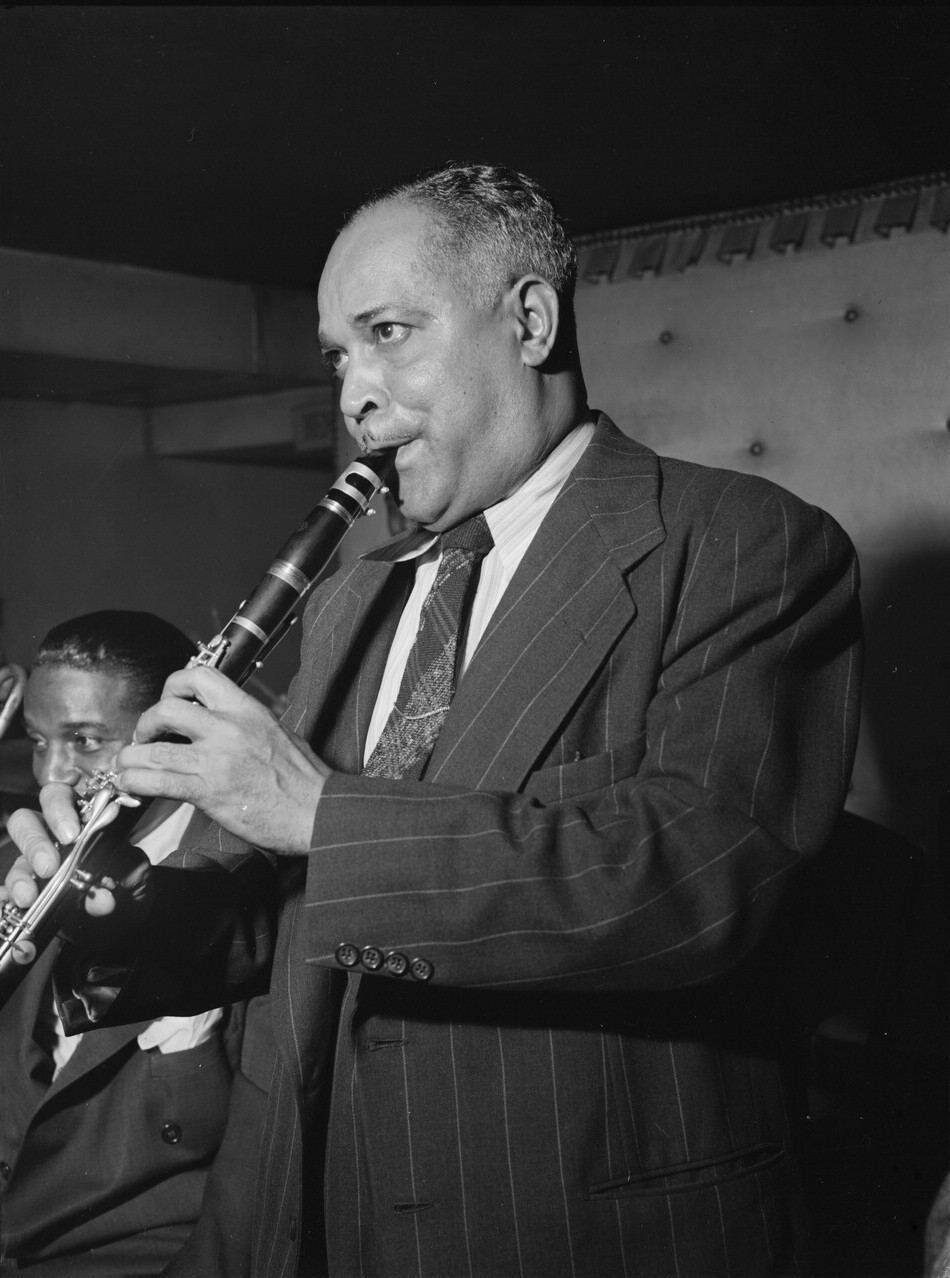
Albert Nicholas
3 september

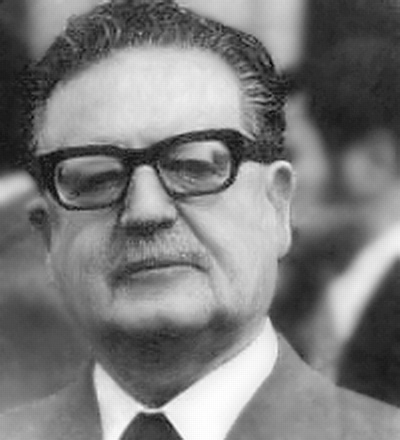
Salvador Allende
11 september

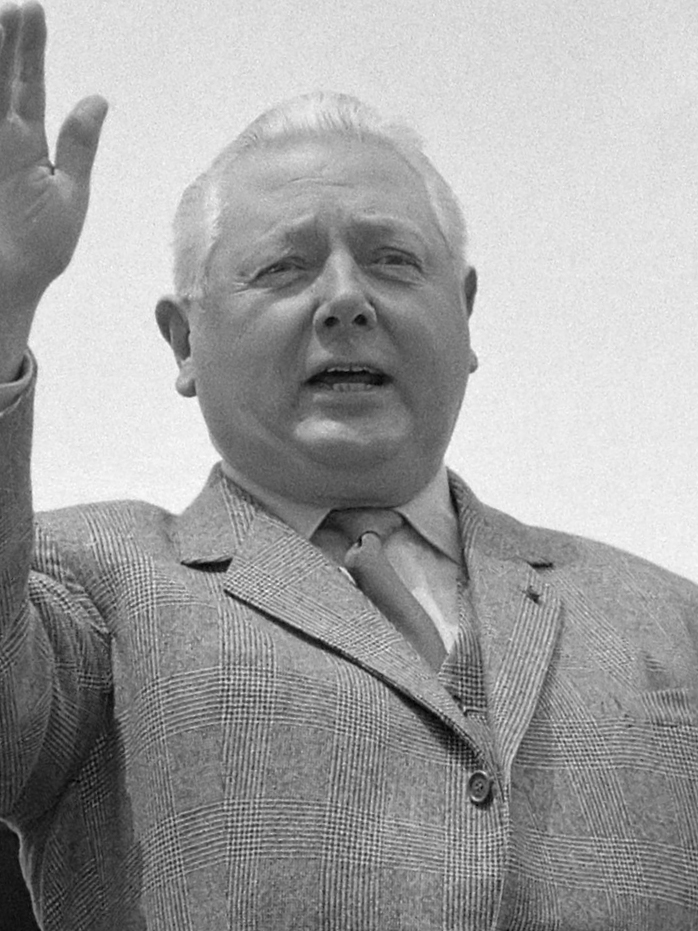
Eduard Flipse
12 september

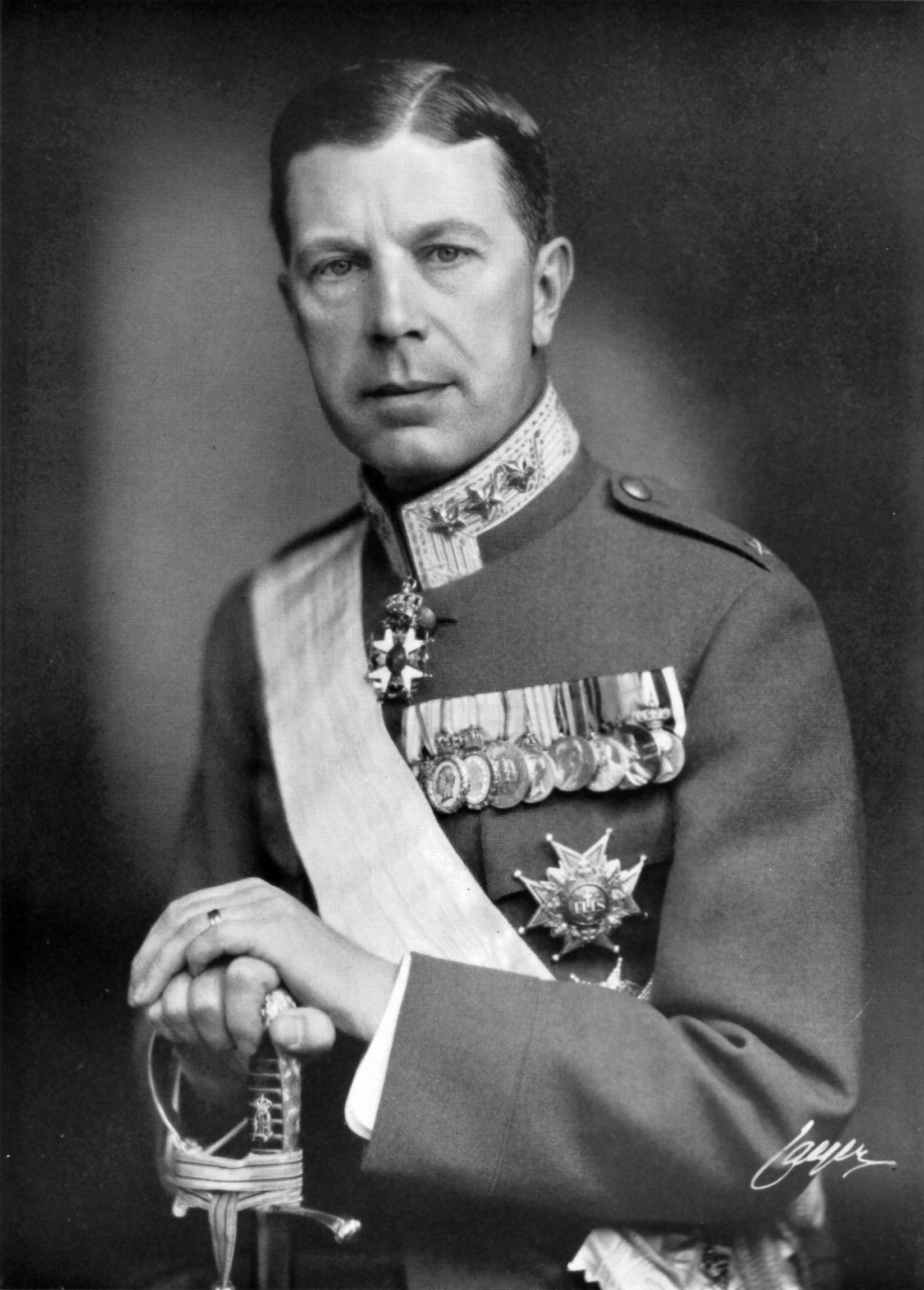
Gustaaf VI Adolf
15 september

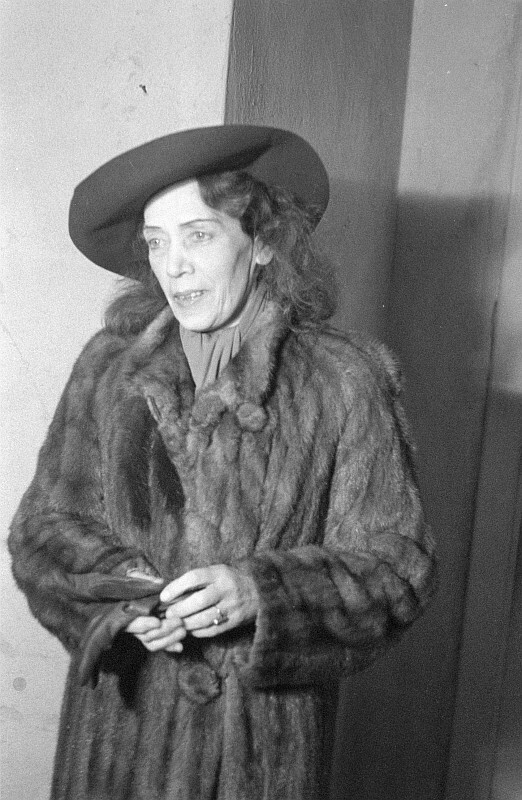
Mary Wigman
18 september

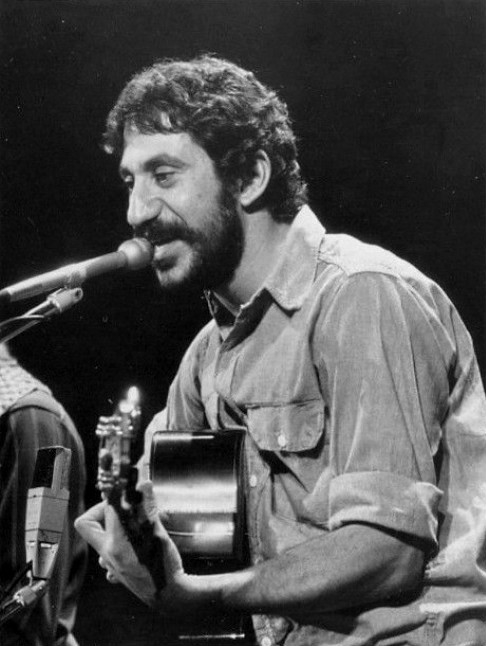
Jim Croce
20 september

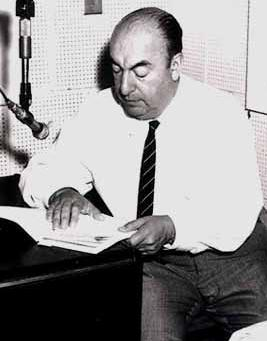
Pablo Neruda
23 september

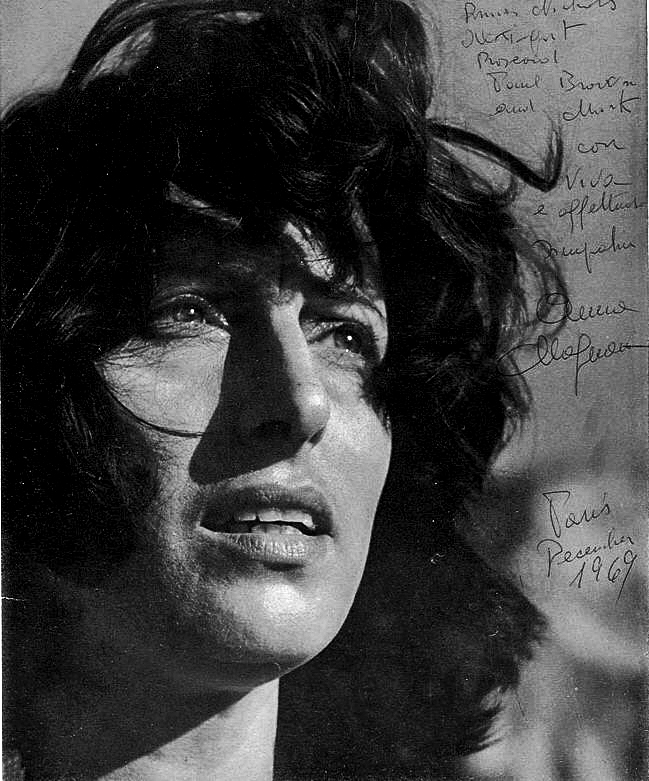
Anna Magnani
26 september

| 1 | 2 | 3 | 4 | 5 | 6 | 7 | 8 | 9 | 10 | 11 | 12 | 13 | 14 | 15 | 16 | 17 | 18 | 19 | 20 | 21 | 22 | 23 | 24 | 25 | 26 | 27 | 28 | 29 | 30 |
| - | - | - | - | - | - | - | - | - | -- | -- | -- | -- | -- | -- | -- | -- | -- | -- | -- | -- | -- | -- | -- | -- | -- | -- | -- | -- | -- |

### 1 september
- Maurice Destenay (73), Belgisch politicus

### 2 september
- Shirali Muslimov, onbevestigde oudst levende persoon ooit
- J.R.R. Tolkien (81), Brits schrijver en anglist

### 3 september
- Albert Nicholas (73), Amerikaans jazzmusicus
- Rufino Santos (65), Filipijns kardinaal en aartsbisschop van Manilla

### 4 september
- Charles Juseret (81), Belgisch wielrenner

### 8 september
- Nol van Berckel (82), Nederlands voetballer en rechter

### 9 september
- Billie Nelson (32), Brits motorcoureur

### 10 september
- Kees Staf (68), Nederlands politicus

### 11 september
- Salvador Allende (65), president van Chili
- Edward Evan Evans-Pritchard (70), Brits antropoloog
- Eduard Flipse (77), Nederlands dirigent en componist
- Rudolf Hiden (64), Oostenrijks-Frans voetballer

### 12 september
- Jos Deltrap (64), Nederlands architect
- Armas Toivonen (74), Fins atleet

### 13 september
- Betty Field (60), Amerikaans actrice

### 14 september
- Sølvi Berg-Jæger (86), Noors operazangeres

### 15 september
- Gustaaf VI Adolf van Zweden (90), koning van Zweden

### 16 september
- Harry Boda (84), Nederlands revueartiest en acteur
- Hermann Finsterlin (86), Duits kunstschilder en architect
- William Theodore Heard (89), Brits kardinaal
- Víctor Jara (40), Chileens zanger, theaterregisseur en politiek activist
- Al Sherman (76), Amerikaans liedjesschrijver

### 17 september
- Eugenio Garza Sada (81), Mexicaans zakenman
- Hugo Winterhalter (64), Amerikaans orkestleider en muziekproducent

### 18 september
- Antonio Barbosa Heldt (65), Mexicaans pedagoog en politicus
- Remo Bertoni (64), Italiaans wielrenner
- Hendrik Albertus Brouwer (86), Nederlands geoloog
- Théo Lefèvre (59), Belgisch politicus
- Mary Wigman (86), Duits danseres en  choreografe

### 19 september
- Gram Parsons (26), Amerikaans countryzanger

### 20 september
- Jim Croce (30), Amerikaans zanger
- Karel Goetghebeur (84), Belgisch politicus
- Eddie Murphy (68), Amerikaans schaatser
- Ben Webster (64), Amerikaans jazzsaxofonist

### 22 september
- Paul van Zeeland (79), Belgisch politicus

### 23 september
- Pablo Neruda (69), Chileens schrijver

### 24 september
- Werner Pfirter (25), Zwitsers motorcoureur

### 26 september
- Anna Magnani (65), Italiaans actrice

### 28 september
- Mantan Moreland (71), Amerikaans acteur

### 29 september
- W.H. Auden (66), Brits-Amerikaans dichter en essayist

## Oktober

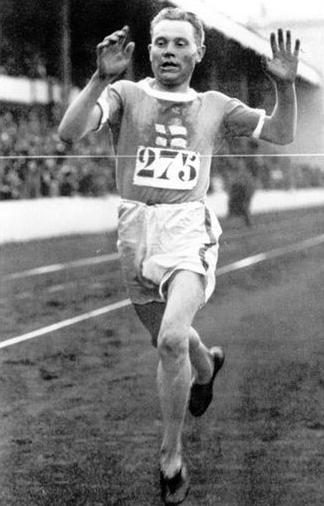
Paavo Nurmi
2 oktober

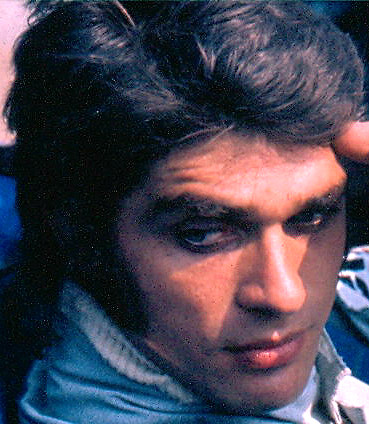
Francois Cevert
6 oktober

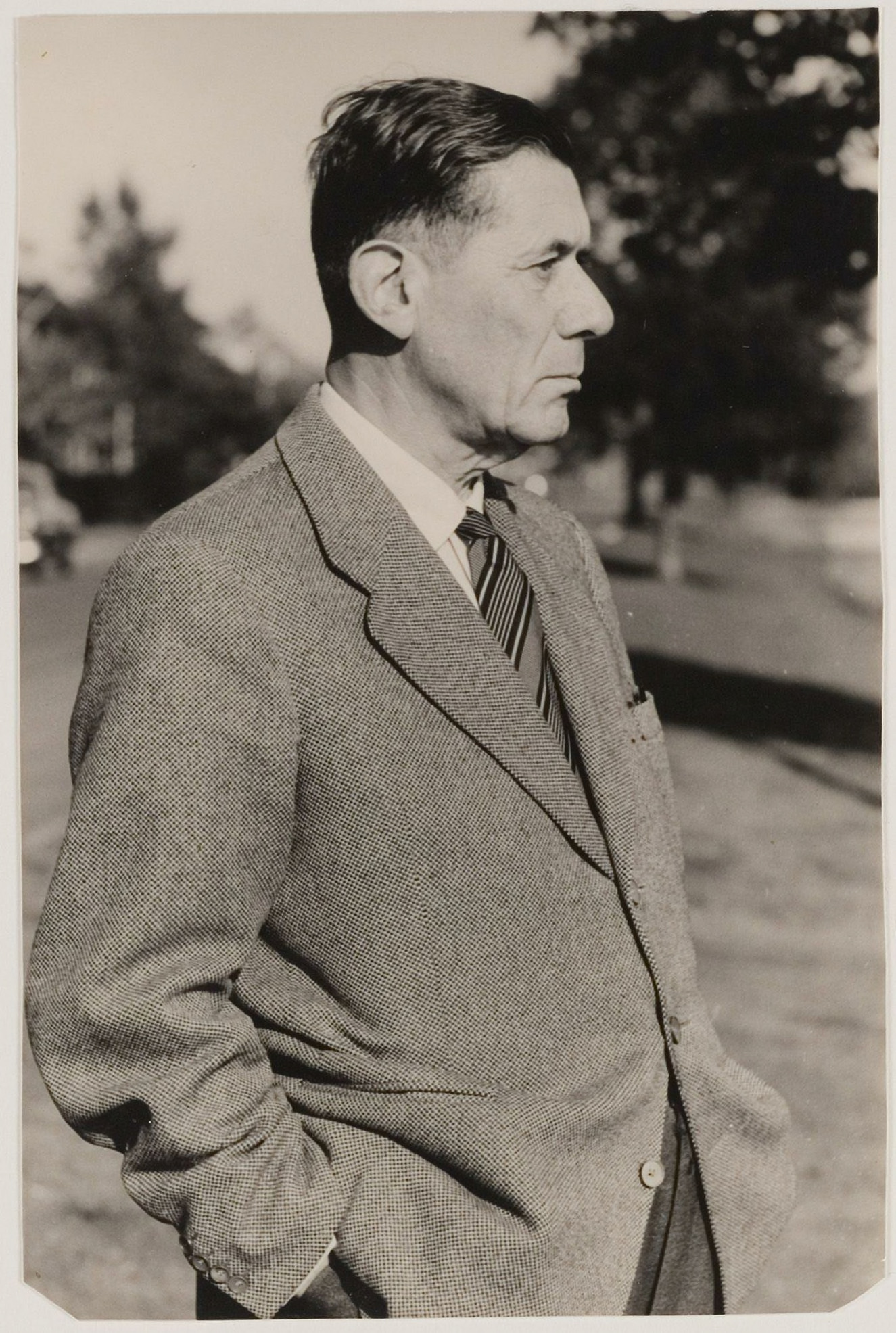
Dick Laan
6 oktober

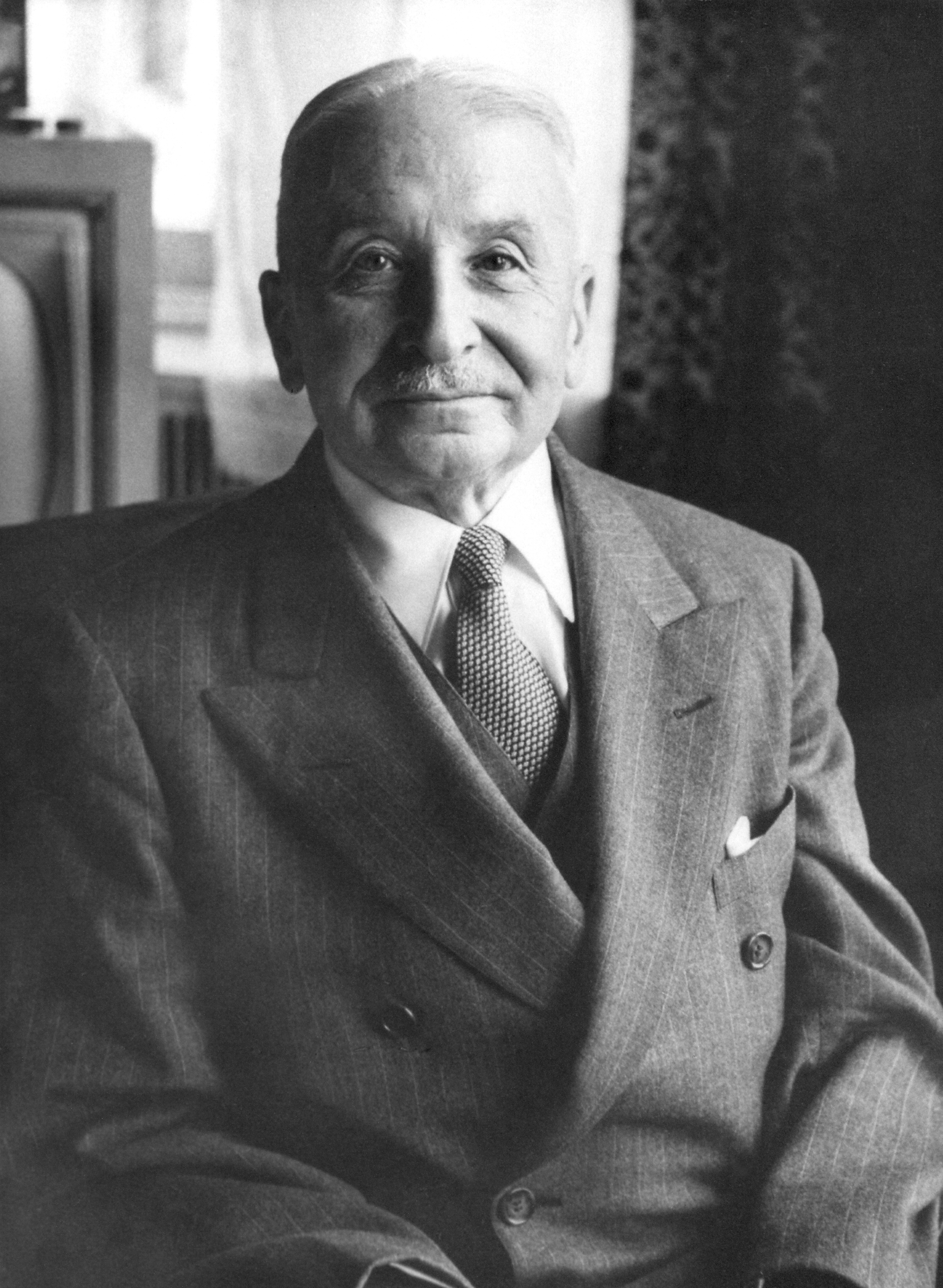
Ludwig von Mises
10 oktober

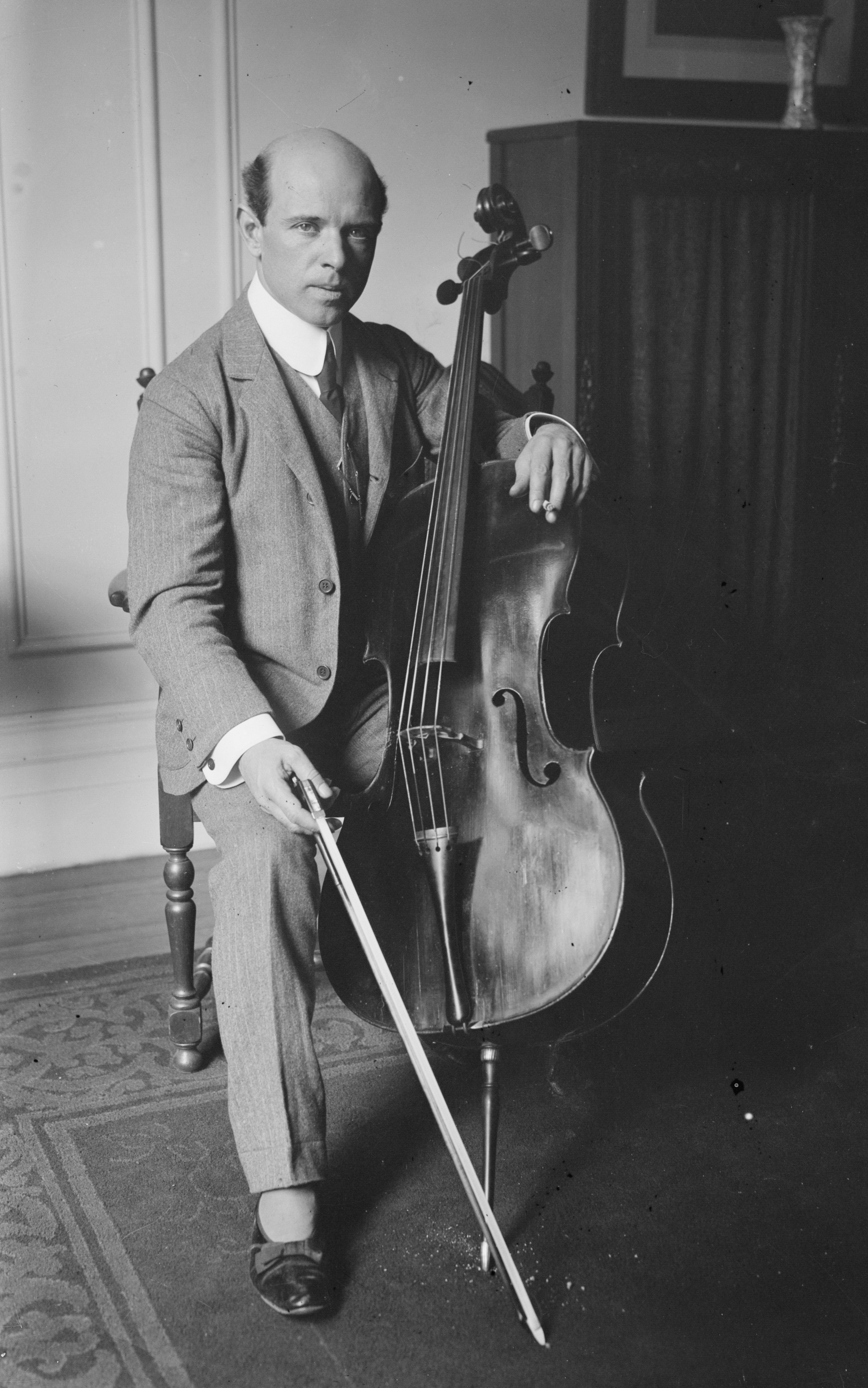
Pablo Casals
22 oktober

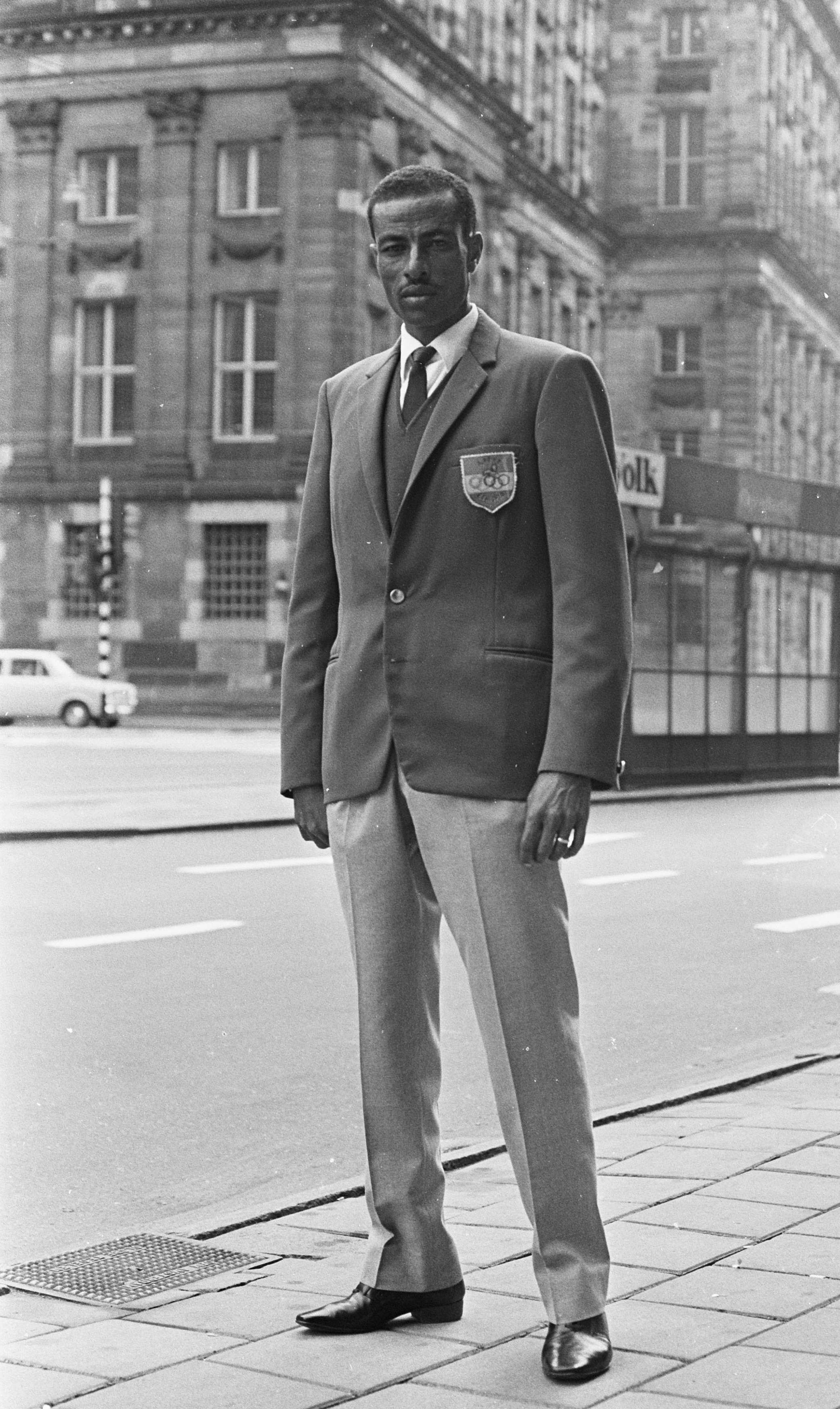
Abebe Bikila
25 oktober

| 1 | 2 | 3 | 4 | 5 | 6 | 7 | 8 | 9 | 10 | 11 | 12 | 13 | 14 | 15 | 16 | 17 | 18 | 19 | 20 | 21 | 22 | 23 | 24 | 25 | 26 | 27 | 28 | 29 | 30 | 31 |
| - | - | - | - | - | - | - | - | - | -- | -- | -- | -- | -- | -- | -- | -- | -- | -- | -- | -- | -- | -- | -- | -- | -- | -- | -- | -- | -- | -- |

### 1 oktober
- Carlos Schneeberger (71), Chileens voetballer

### 2 oktober
- Paavo Nurmi (76), Fins atleet

### 4 oktober
- Anna Hyatt Huntington (97), Amerikaans beeldhouwster

### 5 oktober
- Jeanne Luykx (46), Belgisch beeldhouwster en kunstschilderes

### 6 oktober
- François Cevert (29), Frans autocoureur
- Dick Laan (78), Nederlands filmpionier en schrijver
- František Srna (41), Tsjecho-Slowaaks motorcoureur

### 8 oktober
- Gabriel Marcel (83), Frans schrijver en filosoof

### 9 oktober
- Sister Rosetta Tharpe (58), Amerikaans zangeres

### 10 oktober
- Albe (71), Belgisch schrijver
- Ludwig von Mises (92), Oostenrijks econoom en filosoof
- Josef Sarig (29), Israëlisch dichter en componist

### 11 oktober
- Louwe Huizenga (80), Nederlands atleet

### 12 oktober
- Peter Aufschnaiter (73), Oostenrijks bergbeklimmer

### 16 oktober
- Gene Krupa (64), Amerikaans jazzmusicus
- Harry Schreurs (71), Nederlands voetballer
- Augustinus Thevarparampil (82), Indisch priester

### 17 oktober
- Ingeborg Bachmann (47), Oostenrijks schrijver

### 18 oktober
- Leo Strauss (74), Amerikaans filosoof

### 19 oktober
- Damian Kokonesi (87), Albanees geestelijke

### 21 oktober
- Nasif Estefano (50), Argentijns autocoureur

### 22 oktober
- Pablo Casals (96), Spaans cellist en dirigent

### 25 oktober
- Abebe Bikila (41), Ethiopisch atleet
- Emile Masson (85), Belgisch wielrenner
- Paul Schuitema (76), Nederlands fotograaf, filmer en grafisch ontwerper

### 26 oktober
- Semjon Boedjonny (90), Russisch militair

### 28 oktober
- Hyacinthe Harmegnies (81), Belgisch politicus

### 30 oktober
- François de Meester de Heyndonck (94), Belgisch politicus

### 31 oktober
- Dolf van Stapele (56), Nederlands bestuurder
- Elizabeth Watkins (110), oudste persoon ter wereld

## November

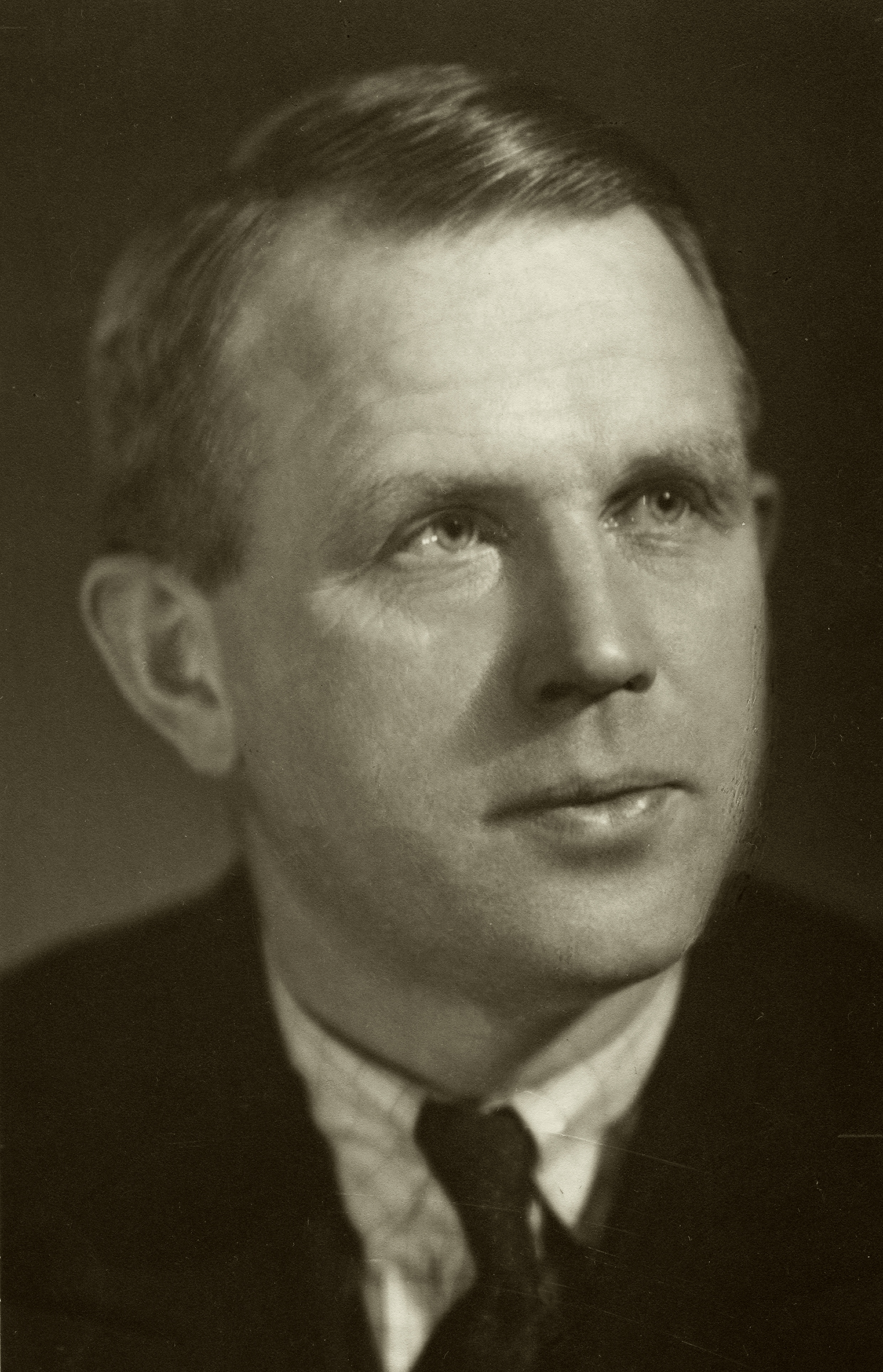
Artturi Ilmari Virtanen
11 november

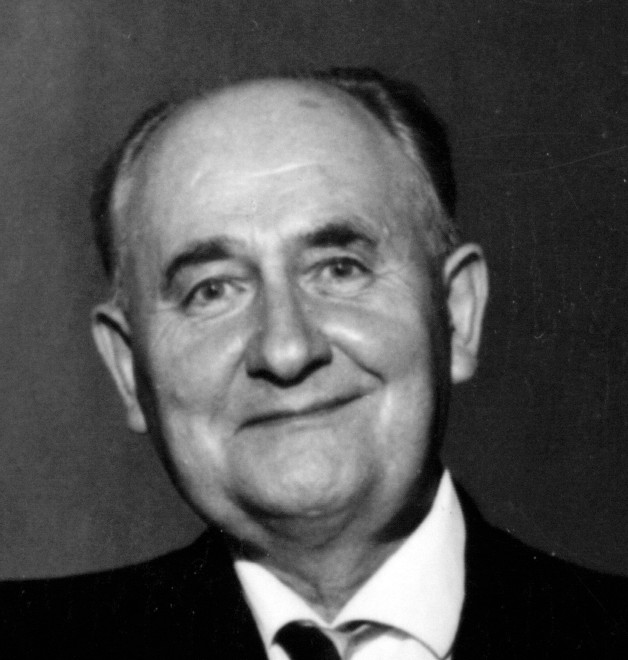
Alois Hába
18 november

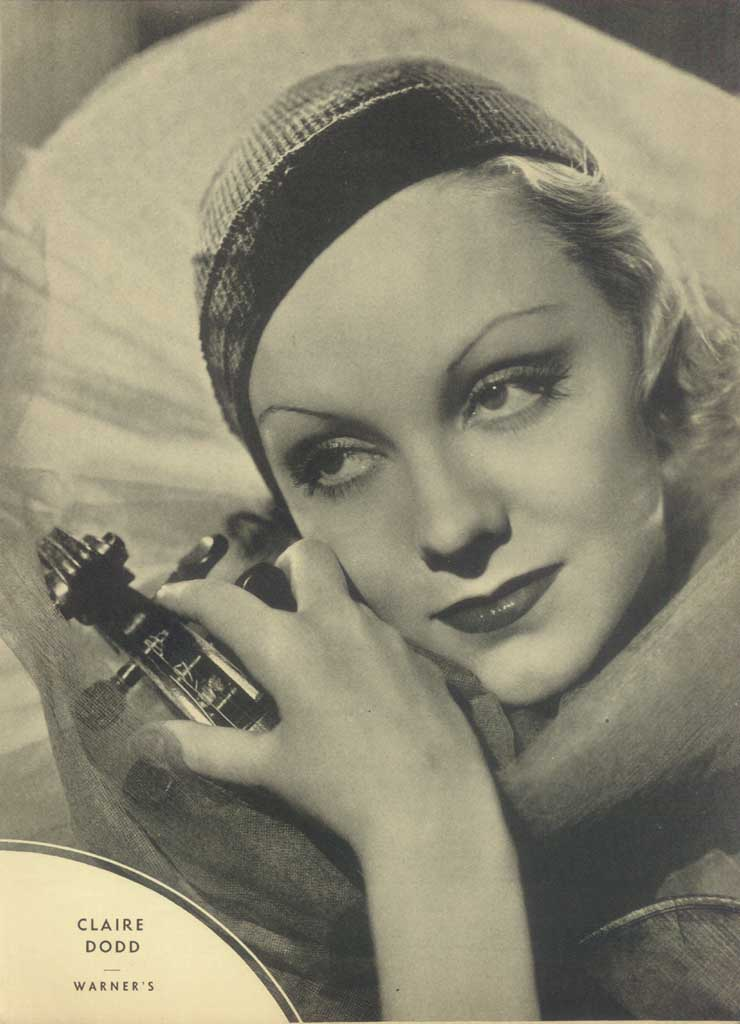
Claire Dodd
23 november

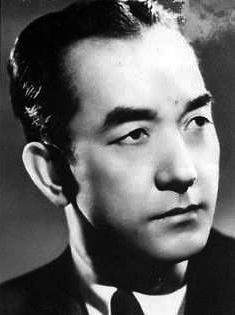
Sessue Hayakawa
23 november

| 1 | 2 | 3 | 4 | 5 | 6 | 7 | 8 | 9 | 10 | 11 | 12 | 13 | 14 | 15 | 16 | 17 | 18 | 19 | 20 | 21 | 22 | 23 | 24 | 25 | 26 | 27 | 28 | 29 | 30 |
| - | - | - | - | - | - | - | - | - | -- | -- | -- | -- | -- | -- | -- | -- | -- | -- | -- | -- | -- | -- | -- | -- | -- | -- | -- | -- | -- |

### 2 november
- Roel de Mon (53), Nederlands honkballer

### 3 november
- Marc Allégret (72), Frans filmregisseur

### 4 november
- Wiet Ledeboer (85), Nederlands voetballer

### 6 november
- Herman Pop (63), Nederlands burgemeester

### 11 november
- Frank-Richard Hamm (53), Duits Indiakundige en tibetoloog
- Artturi Ilmari Virtanen (78), Fins biochemicus

### 12 november
- Friedrich Ahlers-Hestermann (90), Duits kunstschilder en lithograaf
- Ivan Totsjko (59), Joegoslavisch schrijver

### 13 november
- Nico Eekman (84), Belgisch kunstschilder en tekenaar
- B.S. Johnson (40), Brits schrijver en dichter
- Lila Lee (72), Amerikaans actrice
- Elsa Schiaparelli (83), Italiaans modeontwerpster

### 15 november
- Gezienus Koolhof (88), Nederlands architect
- Lorenz Rohde (79), Duits componist

### 16 november
- Alan Watts (58), Brits filosoof

### 18 november
- Alois Hába (80), Tsjechisch componist, muziektheoreticus en muziekpedagoog

### 19 november
- Mike Salay (64), Amerikaans autocoureur

### 23 november
- Claire Dodd (64), Amerikaans actrice
- Sessue Hayakawa (84), Japans acteur
- José Alfredo Jiménez (47), Mexicaans singer-songwriter
- Constance Talmadge (75), Amerikaans actrice

### 25 november
- Albert DeSalvo (42), Amerikaans seriemoordenaar
- Laurence Harvey (46), Brits acteur
- René Wijers (82), Nederlands politicus

### 26 november
- John Rostill (31), Brits basgitarist

### 29 november
- Marthe Bibesco (87), Frans schrijfster

## December

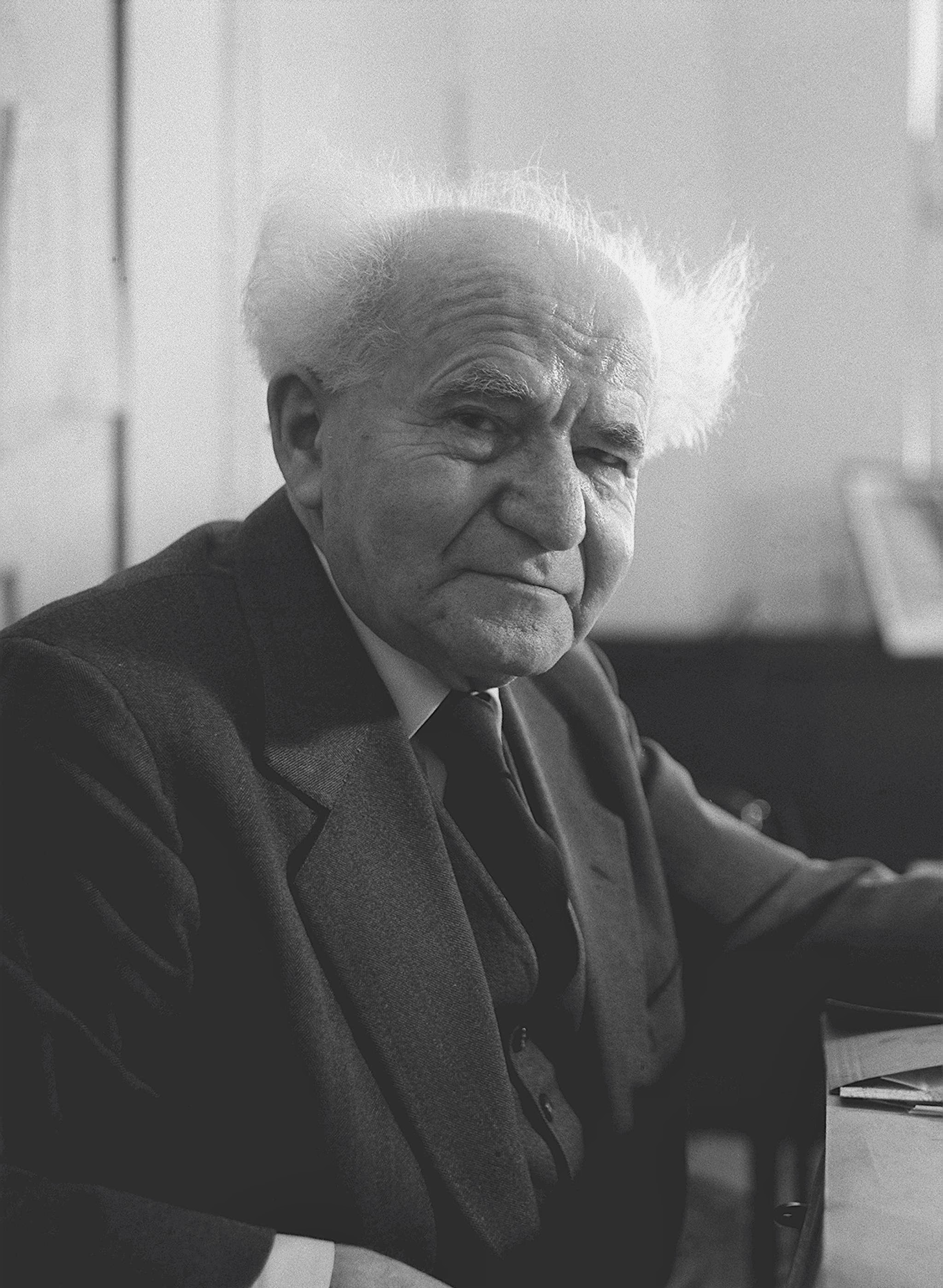
David Ben-Gurion
1 december

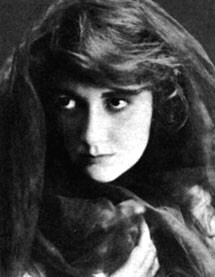
Mary Fuller
9 december

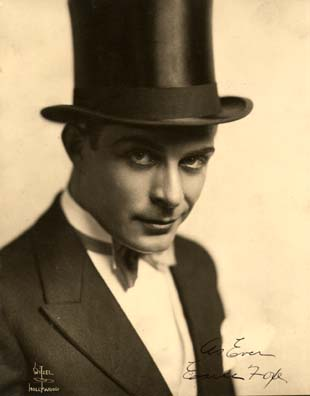
Earle Foxe
10 december

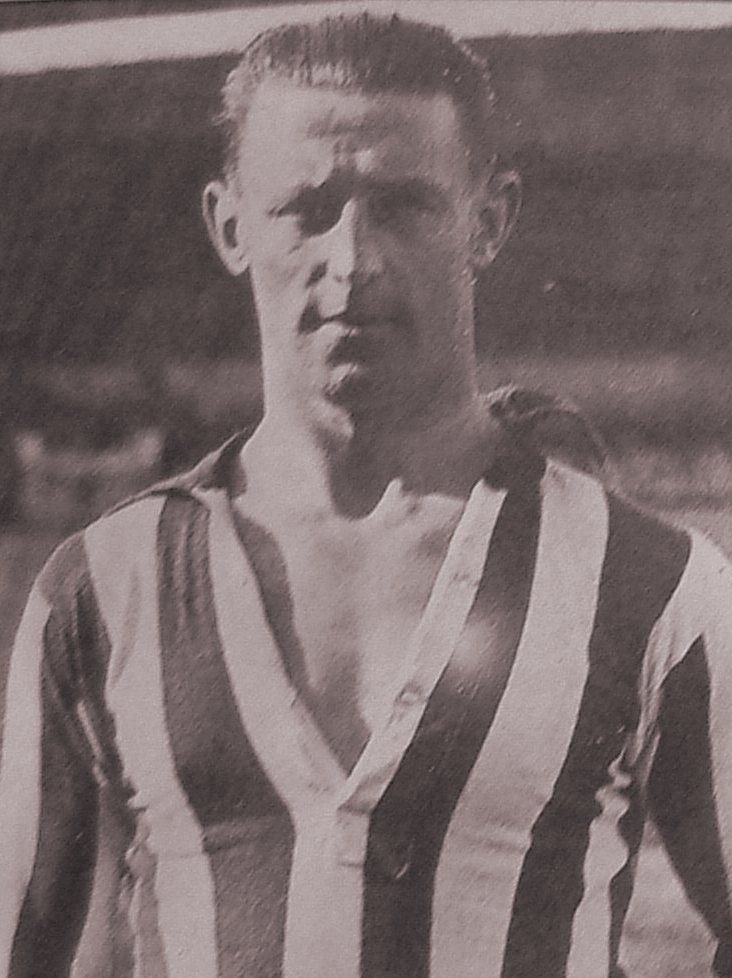
Sjef van Run
17 december

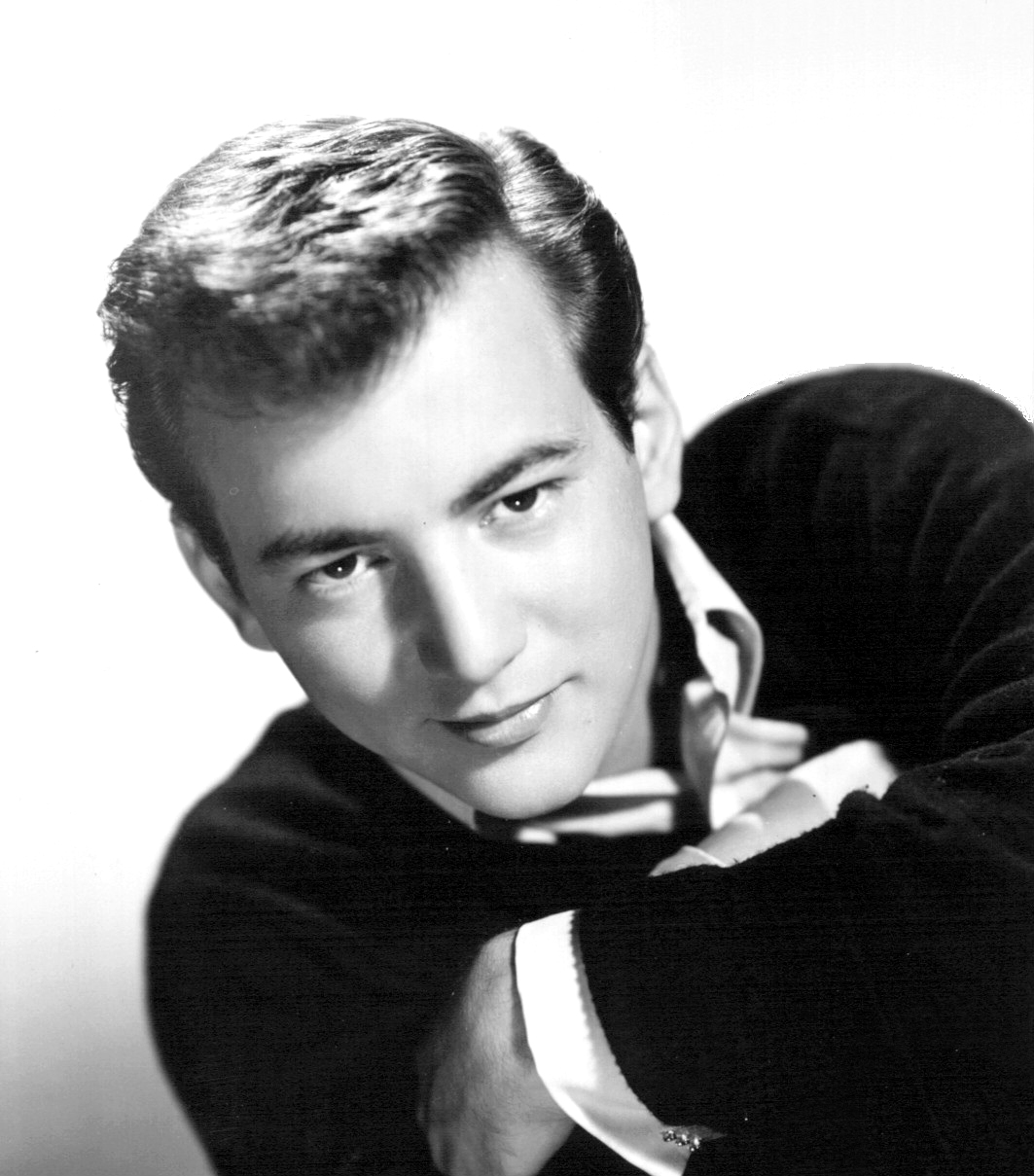
Bobby Darin
20 december

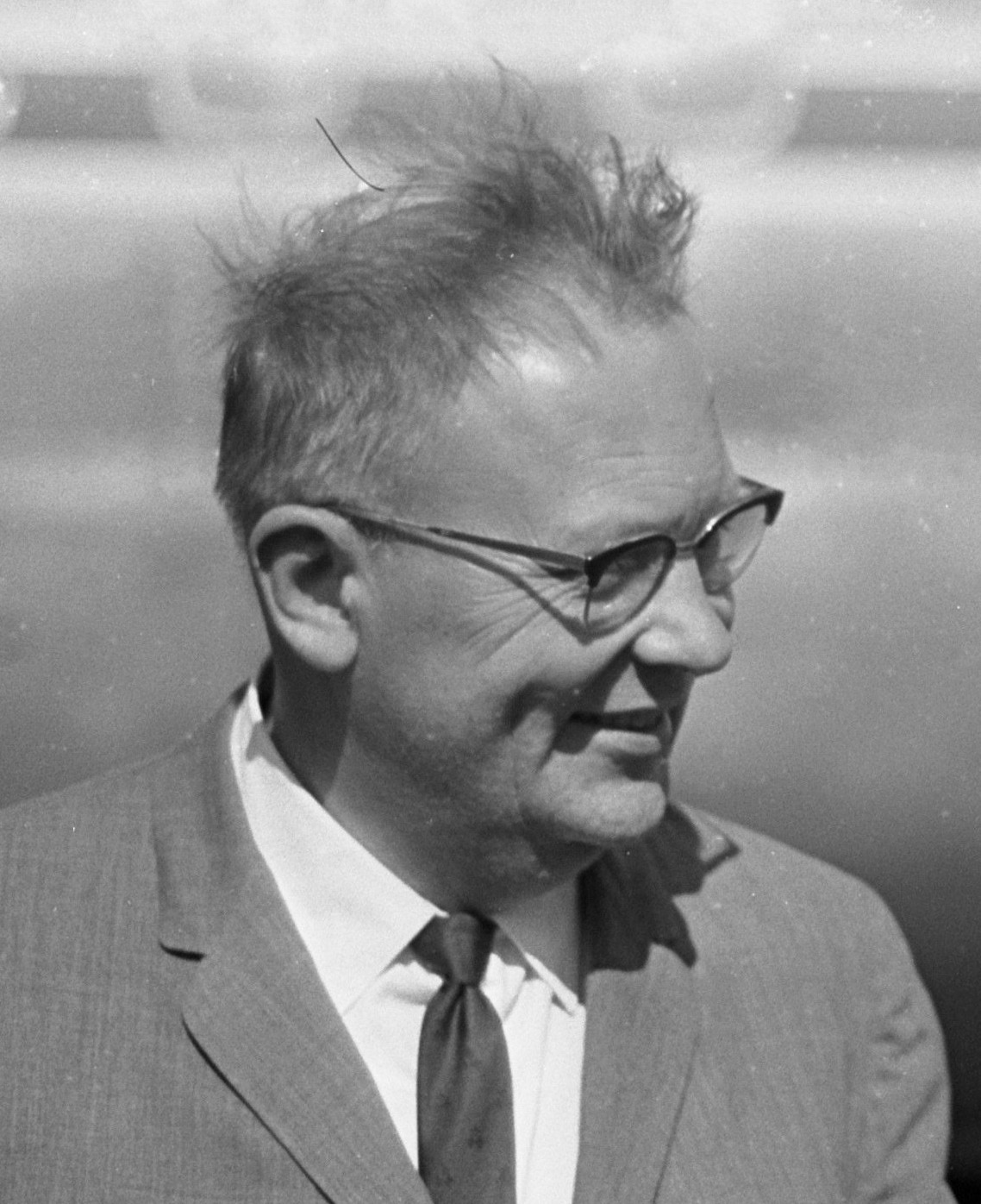
Gerard Kuiper
23 december

| 1 | 2 | 3 | 4 | 5 | 6 | 7 | 8 | 9 | 10 | 11 | 12 | 13 | 14 | 15 | 16 | 17 | 18 | 19 | 20 | 21 | 22 | 23 | 24 | 25 | 26 | 27 | 28 | 29 | 30 | 31 |
| - | - | - | - | - | - | - | - | - | -- | -- | -- | -- | -- | -- | -- | -- | -- | -- | -- | -- | -- | -- | -- | -- | -- | -- | -- | -- | -- | -- |

### 1 december
- David Ben-Gurion (87), premier van Israël

### 2 december
- Adolfo Ruiz Cortines (82), president van Mexico
- Jan Heijmans (50), Nederlands priester en politicus

### 3 december
- Emile Christian (78), Amerikaans jazzmusicus

### 4 december
- Lauri Lehtinen (65), Fins atleet

### 5 december
- Robert Watson-Watt (81), Brits ingenieur en uitvinder

### 6 december
- Frederic Curzon (74), Brits componist
- Isabella van Oostenrijk-Teschen (86), lid Oostenrijkse adel

### 8 december
- Theo Schetters (77), Nederlands voetballer
- Karel Victor zu Wied (60), Duits prins

### 9 december
- Mary Fuller (85), Amerikaans actrice
- Willem van Nieuwenhoven (94), Nederlands kunstenaar en ontwerper

### 10 december
- Earle Foxe (81), Amerikaans acteur

### 12 december
- Ranald MacDougall (58), Amerikaans regisseur

### 13 december
- Giuseppe Beltrami (84), Italiaans kardinaal
- Henry Green (68), Brits schrijver
- Dick Tol (39), Nederlands voetballer

### 14 december
- Bernard Willem Paul Acket (85), Nederlands burgemeester
- Joseph Oblin (75), Belgisch politicus

### 15 december
- Willem Hesselink (95), Nederlands voetballer

### 16 december
- Antoninho (52), Braziliaans voetballer en trainer

### 17 december
- Amleto Giovanni Cicognani (90), Italiaans kardinaal
- Sjef van Run (69), Nederlands voetballer

### 19 december
- Ries Mulder (64), Nederlands kunstschilder

### 20 december
- Luis Carrero Blanco (70), Spaans militair en politicus
- Bobby Darin (37), Amerikaans zanger

### 22 december
- Domingo Julio Gómez García (87), Spaans componist

### 23 december
- Gerard Kuiper (68), Nederlands-Amerikaans sterrenkundige
- John Read (85), Canadees rechter en politicus

### 24 december
- Bruno Wolke (69), Duits wielrenner

### 25 december
- Ismet Inönü (89), president van Turkije
- Gabriel Voisin (93), Frans luchtvaartpionier

### 26 december
- William Haines (73), Amerikaans acteur
- Harold Hotelling (78), Amerikaans wiskundige

### 28 december
- Rudi Schuricke (60), Duits schlagerzanger en acteur

### 29 december
- Eric Cremin (59), Australisch golfspeler
- Joseph Mignolet (80), Belgisch politicus en letterkundige
- Cal Rayborn (33), Amerikaans motorcoureur

### 30 december
- Henri Büsser (101), Frans componist

### 31 december
- Herman Nankman (76), Nederlands wielrenner

## Datum onbekend
- Howard R. Davies (77), Brits motorcoureur en ondernemer (overleden in januari)
- Raoul Hicguet (71), Belgisch politicus (overleden in februari)
- Jerry Wald (55), Amerikaans klarinettist en bigbandleider (overleden in september)

1900 ·
1901 ·
1902 ·
1903 ·
1904 ·
1905 ·
1906 ·
1907 ·
1908 ·
1909 ·
1910 ·
1911 ·
1912 ·
1913 ·
1914 ·
1915 ·
1916 ·
1917 ·
1918 ·
1919 ·
1920 ·
1921 ·
1922 ·
1923 ·
1924 ·
1925 ·
1926 ·
1927 ·
1928 ·
1929 ·
1930 ·
1931 ·
1932 ·
1933 ·
1934 ·
1935 ·
1936 ·
1937 ·
1938 ·
1939 ·
1940 ·
1941 ·
1942 ·
1943 ·
1944 ·
1945 ·
1946 ·
1947 ·
1948 ·
1949 ·
1950 ·
1951 ·
1952 ·
1953 ·
1954 ·
1955 ·
1956 ·
1957 ·
1958 ·
1959 ·
1960 ·
1961 ·
1962 ·
1963 ·
1964 ·
1965 ·
1966 ·
1967 ·
1968 ·
1969 ·
1970 ·
1971 ·
1972 ·
1973 ·
1974 ·
1975 ·
1976 ·
1977 ·
1978 ·
1979 ·
1980 ·
1981 ·
1982 ·
1983 ·
1984 ·
1985 ·
1986 ·
1987 ·
1988 ·
1989 ·
1990 ·
1991 ·
1992 ·
1993 ·
1994 ·
1995 ·
1996 ·
1997 ·
1998 ·
1999 ·
2000 ·
2001 ·
2002 ·
2003 ·
2004 ·
2005 ·
2006 ·
2007 ·
2008 ·
2009 ·
2010 ·
2011 ·
2012 ·
2013 ·
2014 ·
2015 ·
2016 ·
2017 ·
2018 ·
2019 ·
2020 ·
2021 ·
2022 ·
2023 ·
2024 ·
2025